# Синатра, Фрэнк
Фрэ́нсис А́льберт Сина́тра (англ. Francis Albert Sinatra: 12 декабря 1915, Хобокен, штат Нью-Джерси, США — 14 мая 1998, Лос-Анджелес, штат Калифорния, США) — американский певец (крунер) итальянского происхождения, киноактёр, кинорежиссёр, продюсер, шоумен, дирижёр, политический активист. Лауреат кинопремии «Оскар», одиннадцатикратный лауреат музыкальной премии «Грэмми», четырёхкратный обладатель премии «Золотой глобус». Был удостоен высшей гражданской награды США — Золотой медали Конгресса (1997).
За свою карьеру Синатра также был награждён Национальной ассоциацией содействия прогрессу цветного населения, стал обладателем премии «Пибоди» и награды Американской Гильдии киноактёров, двукратный номинант на BAFTA, четырёхкратный номинант на «Эмми». Славился высоким мастерством исполнения песен, виртуозной техникой интонационного фразирования, ясной артикуляцией каждого слова и слога и «бархатным» тембром голоса. За 60 лет творческой карьеры Синатра исполнил в студии и на концертах более двух тысяч песен разных авторов, гастролировал в более 40 странах мира и пластинки с его песнями проданы в количестве более 150 миллионов экземпляров.
В XX веке Синатра стал легендой не только музыкального мира, но и каждого аспекта американской культуры. Когда он ушёл из жизни, некоторые журналисты писали: «К чёрту календарь. День смерти Фрэнка Синатры — конец XX века». Певческая карьера Синатры начиналась ещё в 1930-х годах, а к концу жизни он считался эталоном музыкального стиля и вкуса. Песни в его исполнении вошли в классику эстрады и стилей джаз, свинг и поп-музыки, стали наиболее яркими образцами эстрадно-джазовой манеры пения «крунинг», на них воспитаны несколько поколений американцев. В молодые годы имел прозвище Фрэнки (англ. Frankie) и Голос (англ. The Voice), в более поздние годы — Мистер Голубые Глаза (англ. Ol' Blue Eyes), а затем — Председатель (англ. Chairman). За шестьдесят лет активной творческой деятельности записал около сотни неизменно популярных дисков-синглов, исполнил самые известные песни крупнейших композиторов США — Джорджа Гершвина, Харольда Арлена, Кола Портера, Ричарда Роджерса, Генри Манчини и Ирвинга Берлина, а также европейских композиторов — Берта Кемпферта (Strangers in the Night, The World We Knew), Клода Франсуа, Мишеля Леграна и других авторов.
Помимо музыкального триумфа, Синатра был и успешным киноактёром; высшей точкой его карьеры стала премия «Оскар» 1954 года в категории «Лучший актёр второго плана» за фильм «Отныне и во веки веков». За свою жизнь Синатра снялся более чем в шестидесяти кинофильмах, наиболее известными из которых стали «Увольнение в город», «Отныне и во веки веков», «Человек с золотой рукой», «Высшее общество», «Гордость и страсть», «Одиннадцать друзей Оушена» и «Маньчжурский кандидат».

## Биография

### Детство и юность

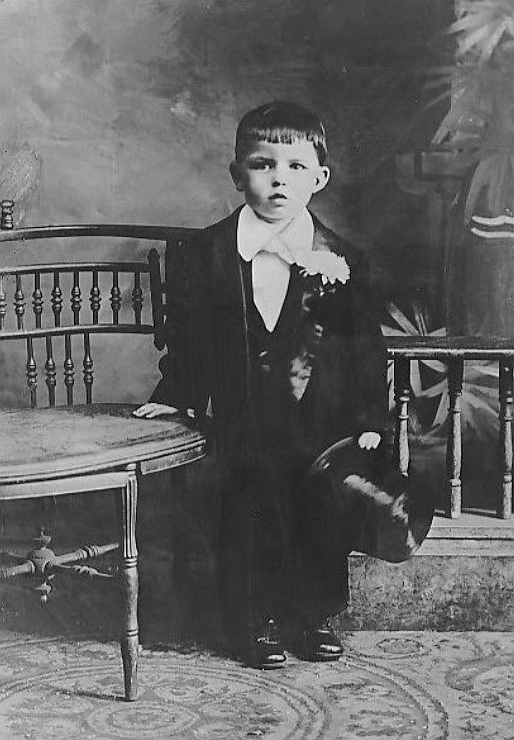
Фрэнк Синатра в возрасте 2-3х лет. Фотография 1918—1919 годов

Фрэнсис Альберт Синатра появился на свет на втором этаже многоквартирного дома на улице Монро-стрит, что в Хобокене, 12 декабря 1915 года. Его мать — медсестра и акушерка Наталина Гараванте (которую прозвали «Долли» за красивое лицо, как у куклы Dolly) — провела жуткие несколько часов, рожая мальчика. Родовая травма произошла в результате осложнения в родах, что было связано со слабостью матери и аномальным расположением очень большого плода в утробе матери, которая сама была миниатюрной женщиной, поэтому у новорожденного появились глубокие шрамы на голове, асимметрия лица, и повреждение уха, оставшиеся на всю жизнь от щипцов, использованных доктором. Причиной таких тяжёлых родов мог стать неординарный вес переношенного новорожденного — около шести килограммов, а также неправильное предлежание плода, что заставило акушеров экстренно спасать и руками переворачивать плод во время родов, чтобы вытащить новорожденного с помощью наложения специальных родильных щипцов на шею и голову. Акушерские щипцы и действия доктора спасли жизнь новорожденного. Вытаскивание такого крупного новорожденного акушерскими щипцами причинило повреждение лица, шеи, а также травму левого уха и барабанной перепонки у ребёнка, а также причинило травму матери. Мать Синатры после таких тяжелейших родов больше не могла иметь детей и Синатра остался единственным ребёнком. Последствия родовой травмы — шрамы на лице и повреждение уха — остались на всю жизнь и во время Второй мировой войны Фрэнк Синатра был освобождён от воинской службы.

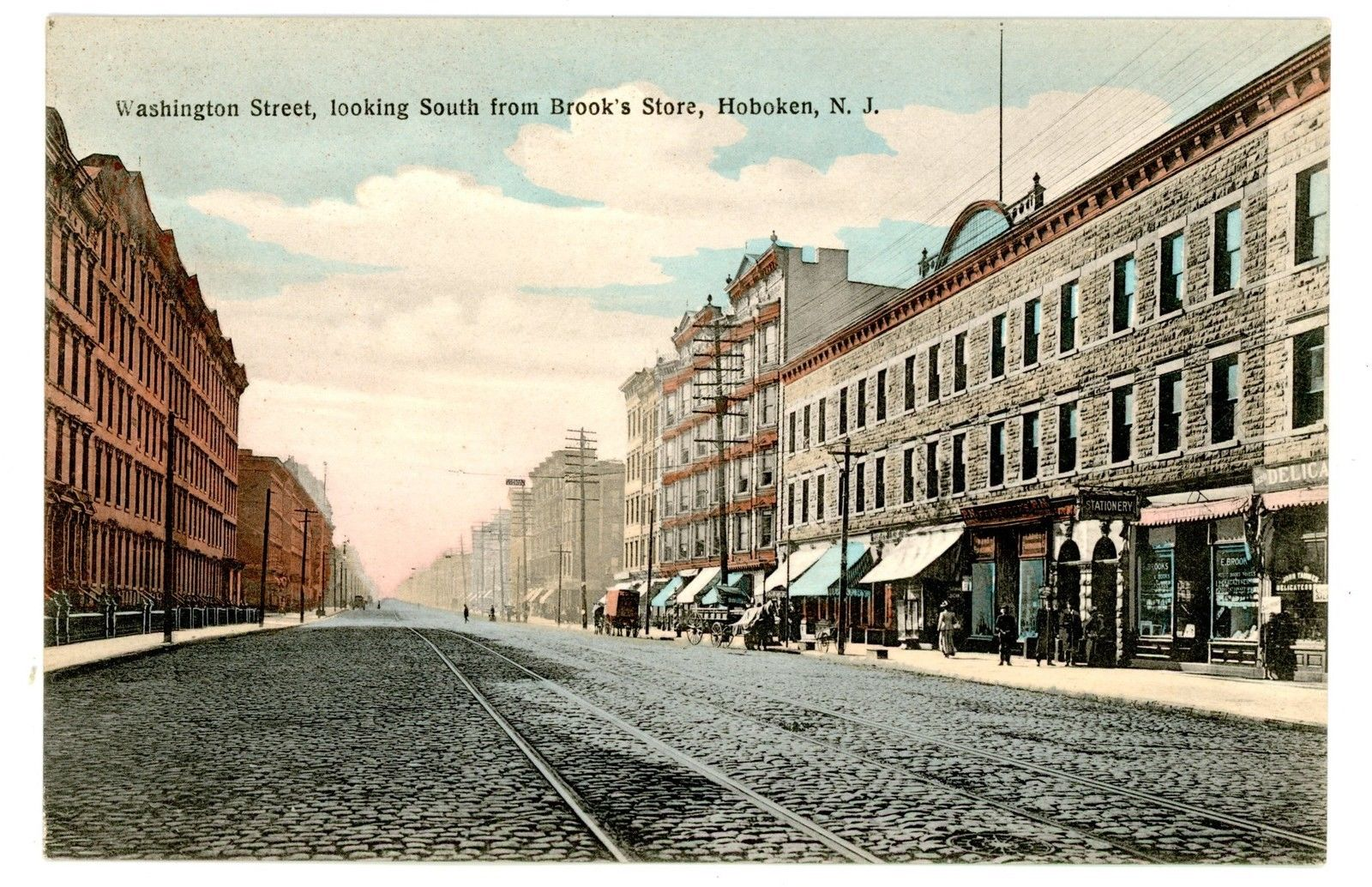
Город Хобокен штата Нью-Джерси, начало XX века

Отцом Фрэнка был Антонио Мартино Синатра, работник верфи и котельщик, а мать Долли занимала должность местного председателя Демократической партии в Хобокене. Оба иммигрировали в США из Италии: Мартино — с Сицилии, а Долли — из Генуи. После рождения сына Мартино испытывал нужду в деньгах, пытаясь найти постоянную работу, поэтому начал участвовать в боксёрских боях, где быстро стал местным любимчиком. Долли была главой семьи: строгая, динамичная женщина, любившая семью, однако, заострившаяся больше на социальной и политической работе, чем на семейной. Мать, знавшая несколько языков, зарабатывала переводами для иммигрантов, а также акушерством и защитой прав изнасилованных женщин. Став активной суфражисткой, Долли брала на себя много различных обязательств помогая другим, поэтому она часто надолго оставляла Фрэнка с бабушкой.

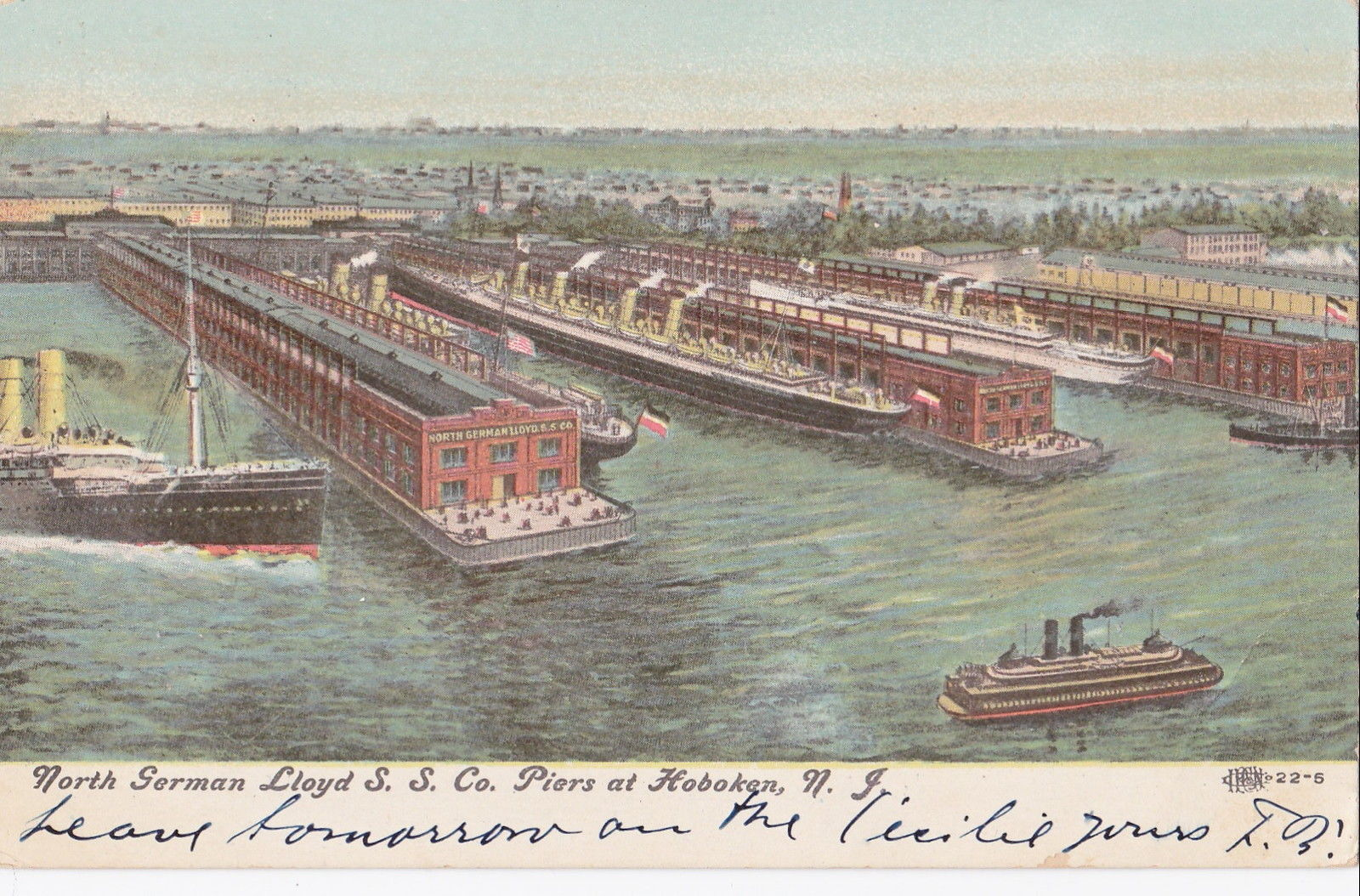
Доки порта Хобокен, где работал отец Фрэнка Синатры, Антонио Мартино Синатра, в начале XX века

Весной 1917 года США вступили в Первую мировую войну. Отец Фрэнка, Мартино, уже был слишком стар для армейской службы, поэтому продолжил свою обычную работу в доках, а также подрабатывал в баре и на боксёрском ринге в легчайшем весе 52 кг, где получил переломы обеих кистей рук и оставил ринг. Позже — работал в пожарном департаменте Хобокена, где дослужился до ранга капитана пожарной команды.

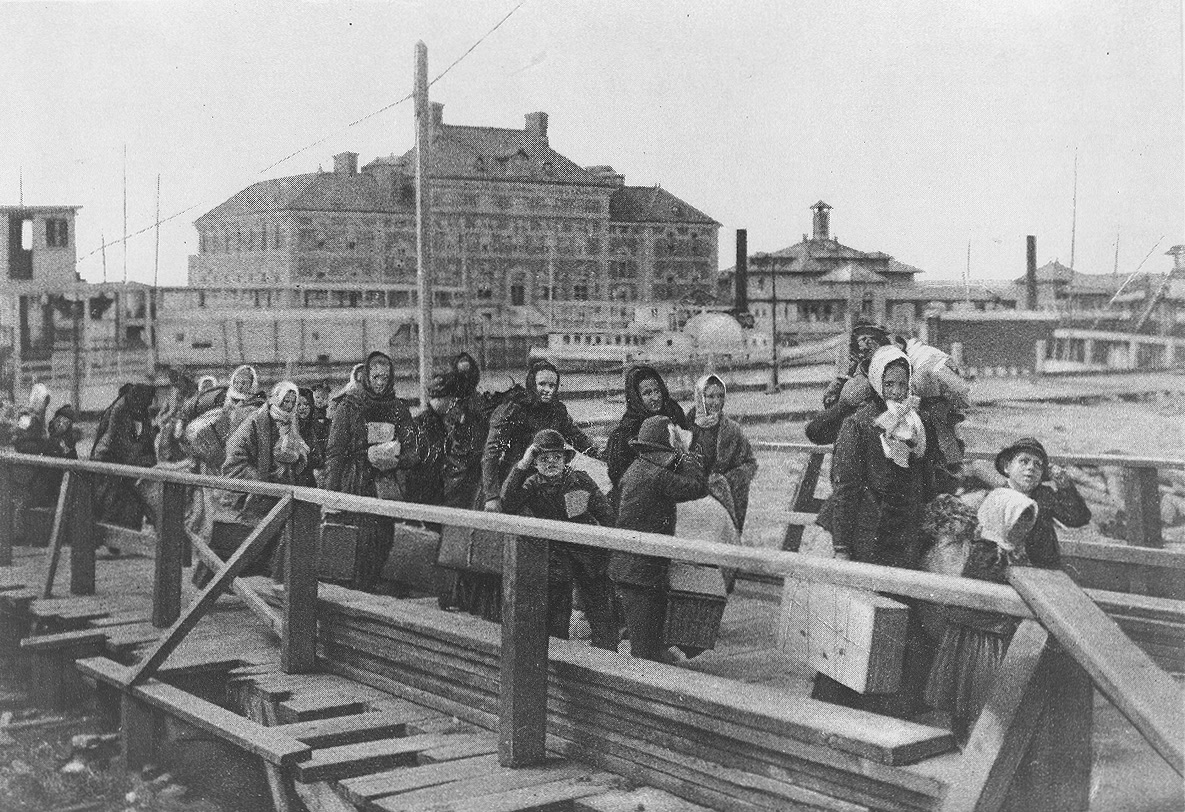
Иммигранты прибывают в США, проходя карантин и регистрацию на острове Эллис Айлэнд, фото 1902 года

После окончания Первой мировой войны энергичная Долли Синатра, как политическая активистка Демократической партии США, активно занялась помощью бедным и устройством жизни многочисленных прибывающих из послевоенной Европы и России иммигрантов Хобокена, которые остро нуждались в переводчиках и консультантах по иммиграции и устройству на работу. Долли хорошо разбиралась в иммиграционных законах и была постоянно занята помощью нуждающимся. Юного Фрэнка Синатру пришлось оставить на воспитание бабушке и тёте. Мать Синатры также подрабатывала акушеркой и часто выезжала на вызовы для принятия родов в основном у малоимущих и иммигрантов, часто оставляла сына под присмотром соседки-еврейки, иммигрантки из России миссис Голден. Она учила мальчика словам и песням на идиш и, благодаря хорошим впечатлениям от общения с ней, в более зрелом возрасте Фрэнк поддерживал евреев и Израиль.
Родители Синатры были оба невысокого роста, поэтому в отличие от своих одноклассников в детстве курчавый мальчик Фрэнк рос медленно и отставал в росте от своих сверстников, что, однако, не создавало у него никаких комплексов. Сын боксёра, Синатра всегда мог постоять за себя и отличался независимостью, уверенностью, хорошими манерами и приветливым поведением.

### Музыка и кино

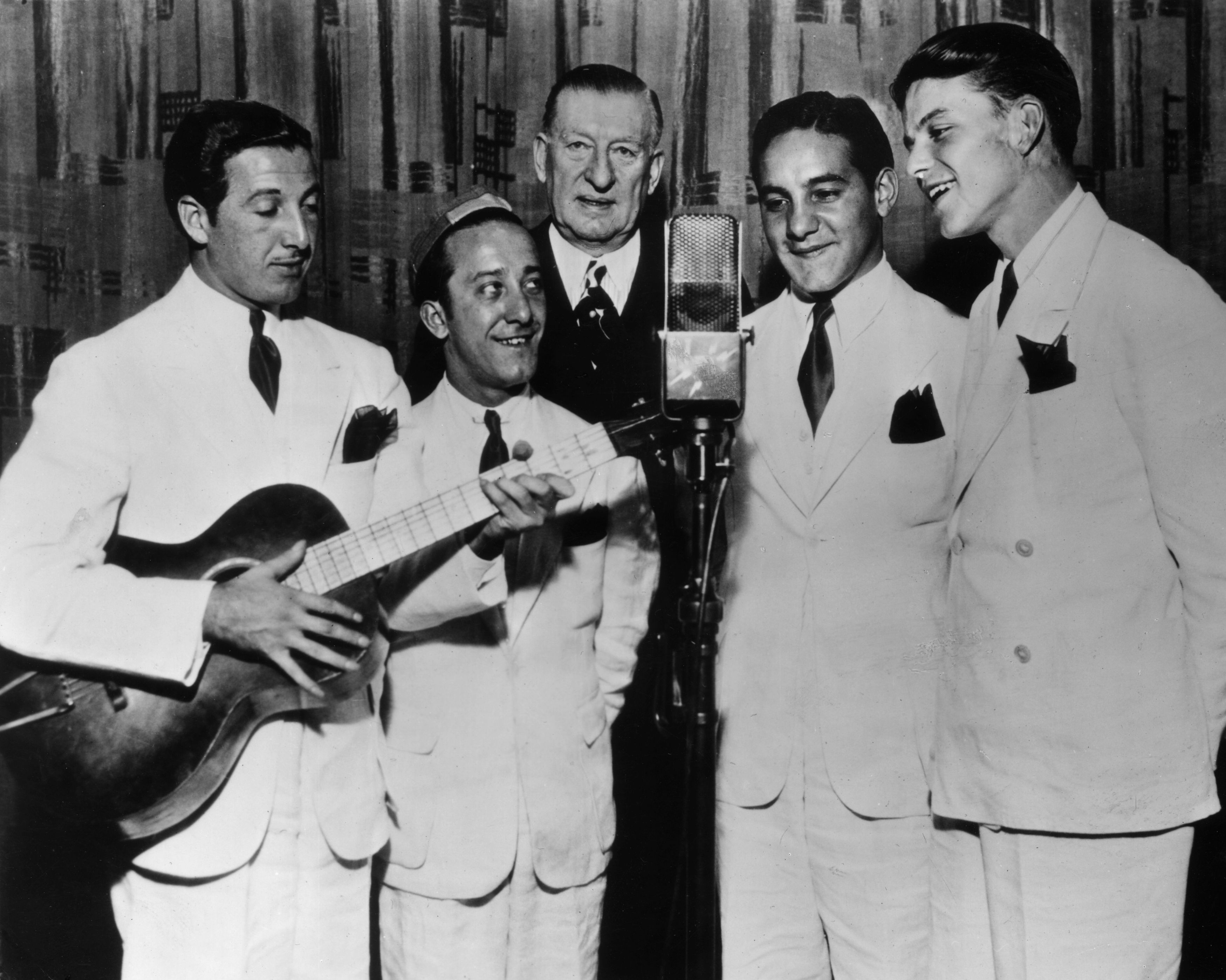
Синатра (первый справа) в ансамбле Hoboken Four, 1935 год

С ранних лет у Синатры проявился вокальный талант. Мать и отец Синатры владели небольшим ресторанчиком с баром, где было механическое пианино. Именно здесь юный Синатра начал свои первые выступления на публике, исполняя в основном популярные американские и итальянские песни для иммигрантов, тоскующих по покинутой Европе. Синатру интересовала не только музыка, а также возможность хорошо одеться и выглядеть модным благополучным человеком. Родители были не очень состоятельными и прагматично учили сына быть самостоятельным, и поэтому он с 13 лет подрабатывал с помощью укулеле, маленькой музыкальной установки и мегафона в барах и на улицах своего города.
Единственный сын в семье итальянских иммигрантов, Синатра с раннего детства имел свою отдельную комнату и научился от родителей поддерживать чистоту и порядок. Юного Синатру всегда видели хорошо одетым и ухоженным, он носил чистые накрахмаленные белые рубашки с бабочкой или галстуком, отглаженные брюки и начищенные ботинки. Соседи и знакомые называли юного Синатру самым хорошо одетым молодым человеком. Но увлечение музыкой и хороший внешний вид не спасали юношу от проблем с ровесниками. В 1931 году Синатру выгнали из школы за «безобразное поведение». В итоге он так и не получил законченного образования, в том числе музыкального. В церковном хоре Синатра пел со слуха, но со временем он выучил нотную грамоту и мог петь «с листа» и разучивать песни по нотам, аккомпанируя себе на фортепиано. Хорошая память и упорный труд помогали способному от природы юноше совершенствовать свой талант, развивать абсолютный слух и овладевать музыкальной профессией на самом высоком уровне.

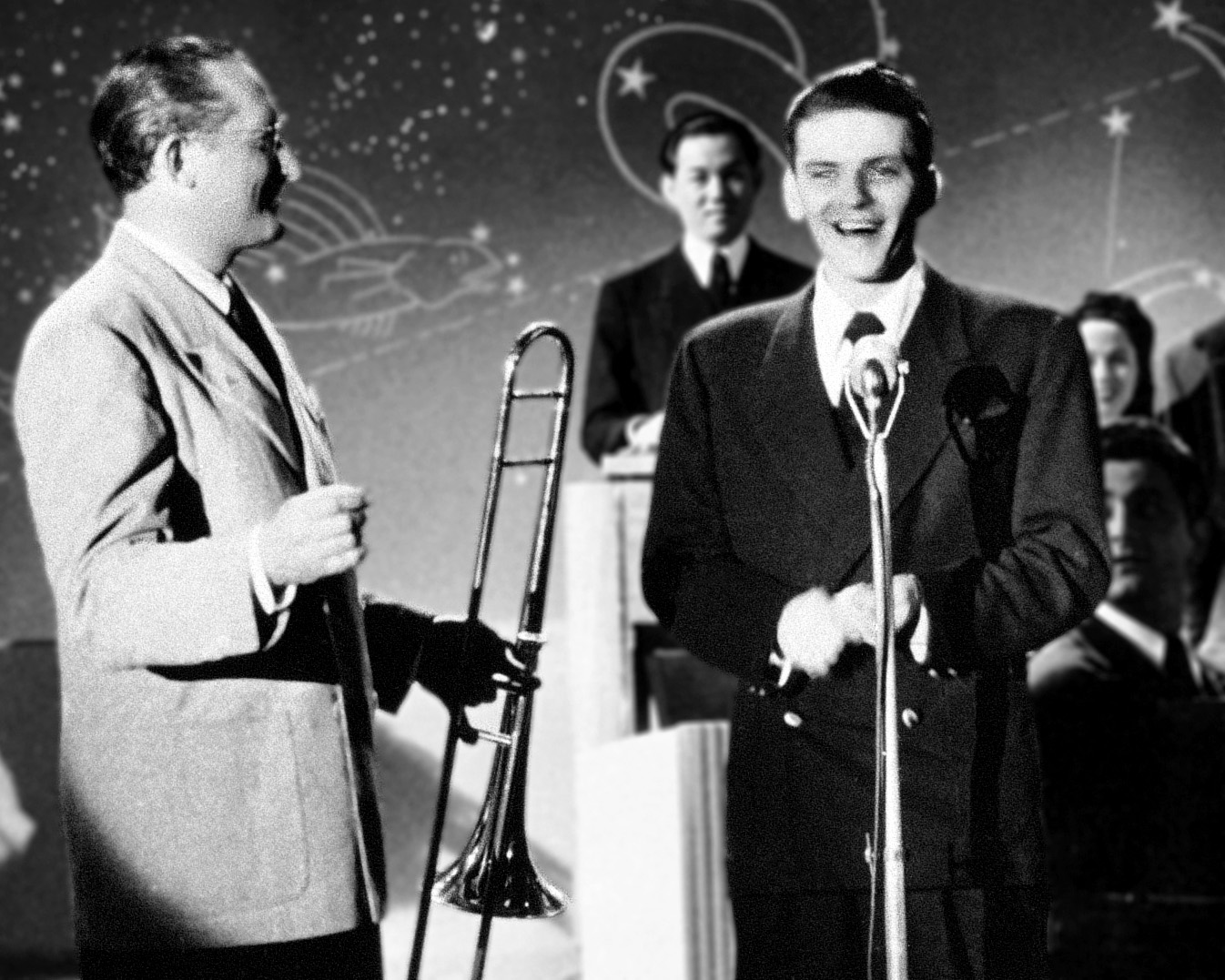
Синатра с оркестром Томми Дорси в фильме Ship Ahoy, 1942 год

Самоучкой юный Синатра осваивал основы шоу бизнеса: от хорошего внешнего вида и уверенной манеры поведения на людях, до хорошего владения голосом, ясной дикции, и тональной точности каждой спетой ноты и мелодии. Все эти достоинства достигались постоянной упорной работой по развитию природных данных, ведь конкуренция за место на сцене перед микрофоном во время Великой депрессии была особенно жестокой. Фрэнк Синатра выдержал конкуренцию во времена, когда за каждую ошибку продюсеры наказывали артистов беспощадно и можно было потерять карьеру. Упорная работа над совершенствованием своих способностей принесла первые результаты, когда Фрэнку Синатре было семнадцать лет.

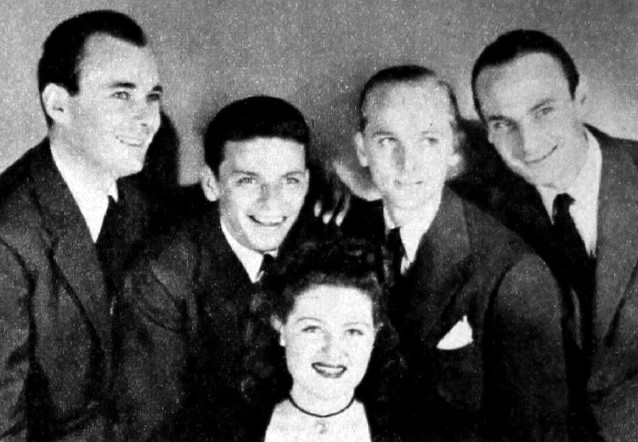
24-летний Синатра (второй слева) в составе группы The Pied Pipers, 1939 год

С 1932 года Фрэнк Синатра начал давать небольшие выступления на радио. Юношеский лирический тенор молодого певца привлекал внимание слушателей среди которых были и профессиональные музыканты. В период великой депрессии постоянную карьеру можно было продолжить только выступая со знаменитостями. В 1933 году на концерте в Джерси-Сити 17-летний Синатра увидел своего кумира Бинга Кросби и окончательно выбрал профессию певца. Кроме того, он работал также спортивным журналистом местной газеты в 1930-е годы, после того как без диплома покинул школу.
Юному Синатре оставалось только продолжать упорную работу над артистическими и вокальными данными, чтобы осуществить мечту и стать профессиональным певцом. Он продолжал бесплатно петь в церковном хоре католической общины города Хобокен. Помимо музыкальной карьеры, Синатра проявлял большой интерес к кино. Его любимыми актёрами были Эдвард Г. Робинсон и Хамфри Богарт, которые в то время много снимались в фильмах жанра нуар. Впоследствии Синатра и Богарт познакомились, стали друзьями и сооснователями гламурной компании друзей «Rat Pack».

### Путь к славе

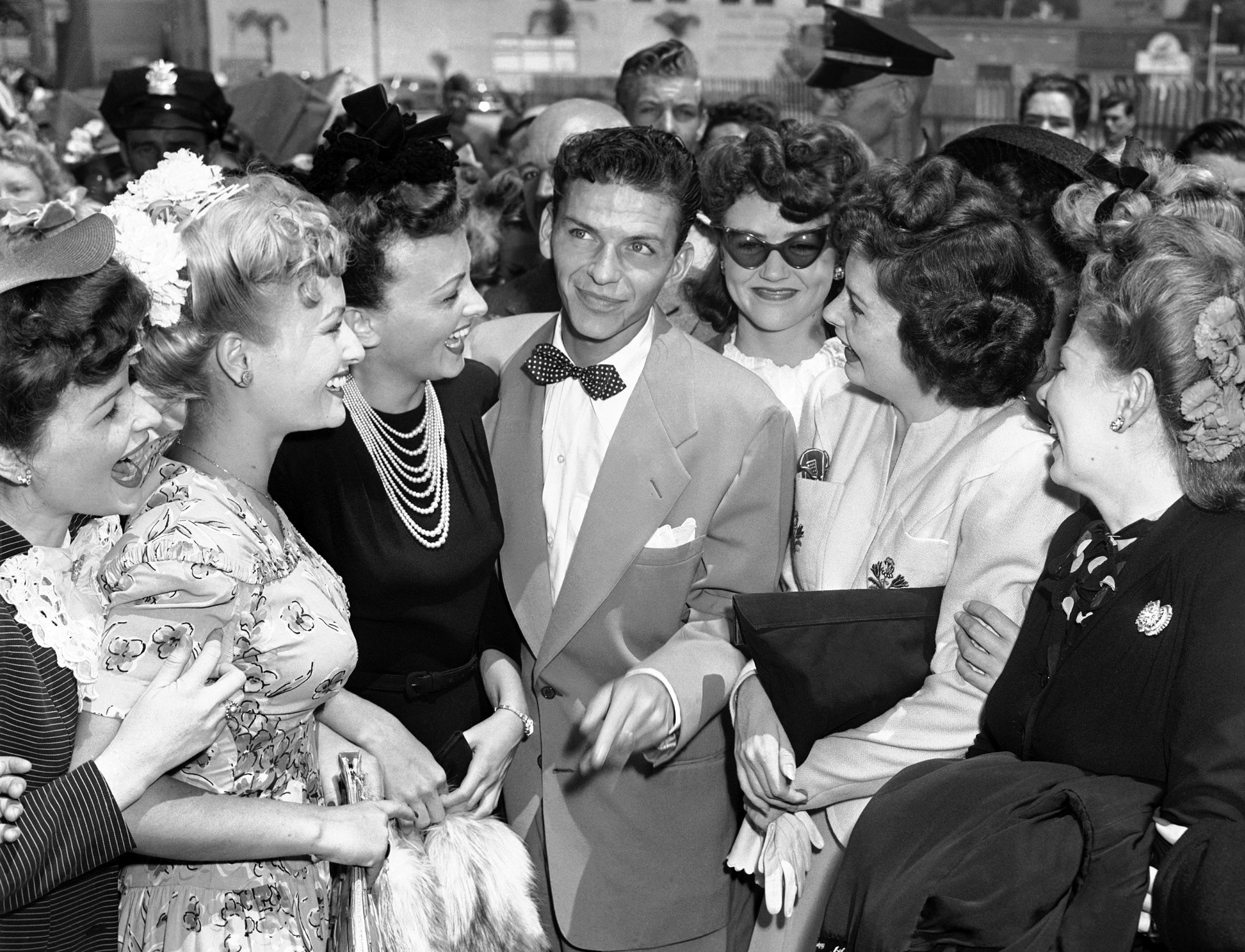
Синатра в окружении поклонниц после концерта в Пасадине, Калифорния, 1943 год

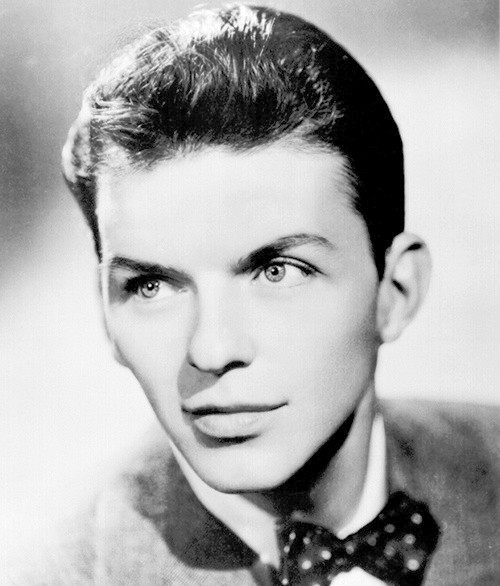
Фрэнк Синатра в 1943 году, фото из рекламного издания Биллборд

С группой The Hoboken Four Синатра выиграл в 1935 году конкурс молодых талантов популярного тогда радиошоу Major Bowes Amateur Hour («Любительский час Майора Боуза») и через некоторое время поехал в своё первое национальное турне. После этого в течение 18 месяцев с 1937 года он работал по обязательству в качестве шоумена в музыкальном ресторане в Нью-Джерси, который также посещали такие звёзды, как Коул Портер, и вместе с выступлениями на радио заложил основы для своей профессиональной карьеры. Здесь Фрэнка Синатру заметили профессиональные музыканты и продюсеры. Немалую роль в этом сыграли все лучшие качества артиста, которые Синатра освоил с юности: хороший внешний вид, доброжелательная манера общения с людьми, уверенное владение собой, ясная дикция и верное исполнение каждой ноты и мелодии.
Толчок карьерному взлёту Синатры дала работа в знаменитых свинговых джаз-оркестрах трубача Гарри Джеймса и тромбониста Томми Дорси в 1939—1942 годах. Он подписывает с Дорси пожизненный контракт, по которому 43 % его доходов уходили Дорси. Впоследствии контракт был расторгнут. Есть версия, что сделать это молодому певцу помогла мафия. Этот эпизод впоследствии будет описан в романе «Крёстный отец» — считается, что прообразом одного из персонажей — певца Джонни Фонтейна — был именно Синатра. Однако существуют многочисленные опровержения, в том числе и от самого Дорси. Наиболее убедительная версия — творческое агентство Синатры MCA обратилось к двум влиятельным адвокатам и выкупило контракт у Дорси.

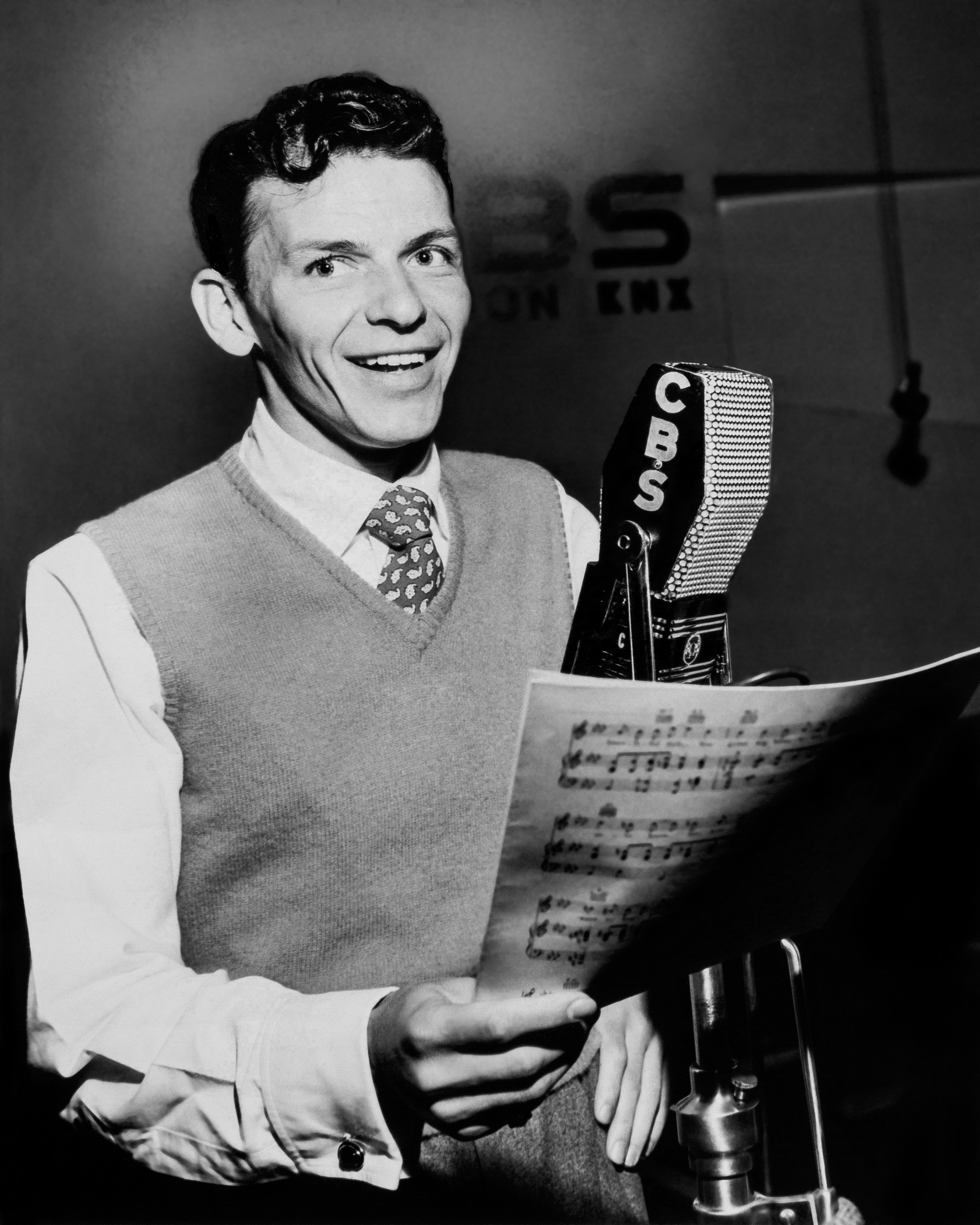
Синатра поет по нотам в студии радиокорпорации Си-Би-Эс, 1944 год

Именно тогда, в оркестре Дорси, набирающий популярность Фрэнк Синатра познакомился со своим одногодкой Биллом Миллером, который был пианистом и аранжировщиком оркестра. Ровесники Синатра и Миллер были оба очень талантливыми артистами, но стали работать вместе не сразу из-за разных контрактных обязательств в годы Второй мировой войны. Через несколько лет Синатра и Миллер снова встретились, на этот раз в Лас-Вегасе по рекомендации композитора Джимми Ван Хьюзена и теперь уже они стали работать вместе до конца карьеры Синатры. Пианист Билл Миллер играл важнейшую роль в карьере Фрэнка Синатры; их творческое сотрудничество продолжалось более 40 лет.

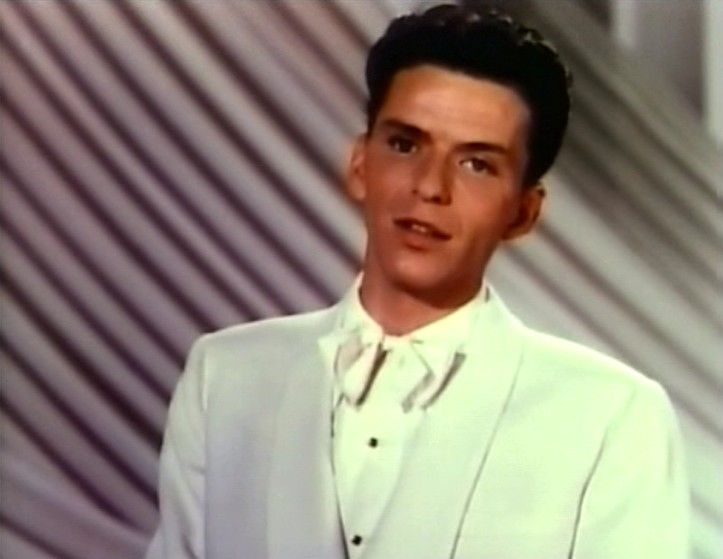
Фрэнк Синатра в музыкальном фильме Till the Clouds Roll By, 1946 год

В 1942 году Синатру пригласили выступить на Рождественском концерте в Нью-Йорке в кинотеатре «Парамаунт». Здесь его увидел агент Джордж Эванс, который организовал активную рекламную кампанию и за две недели выступлений сделал из Фрэнка Синатры звезду, любимца американских девочек-подростков. Начиная с этого времени радиостанции постоянно транслируют песни в исполнении Синатры, а журналы с фотографиями певца издаются огромными тиражами и раскупаются поклонниками и поклонницами.
В 1943 году Синатру признают негодным к воинской службе из-за повреждённой при родовой травме барабанной перепонке. Однако артист проводит благотворительные акции и бесплатно выступает с концертами для военных и ветеранов войны как в США, так и в Европе. В Риме, после выступлений с концертами для американских и итальянских военных, Синатра был участником встречи с папой Пием XII. Несколько лет спустя Синатра избивает журналиста, написавшего, что Синатра откупился от службы в армии, пользуясь своими связями.

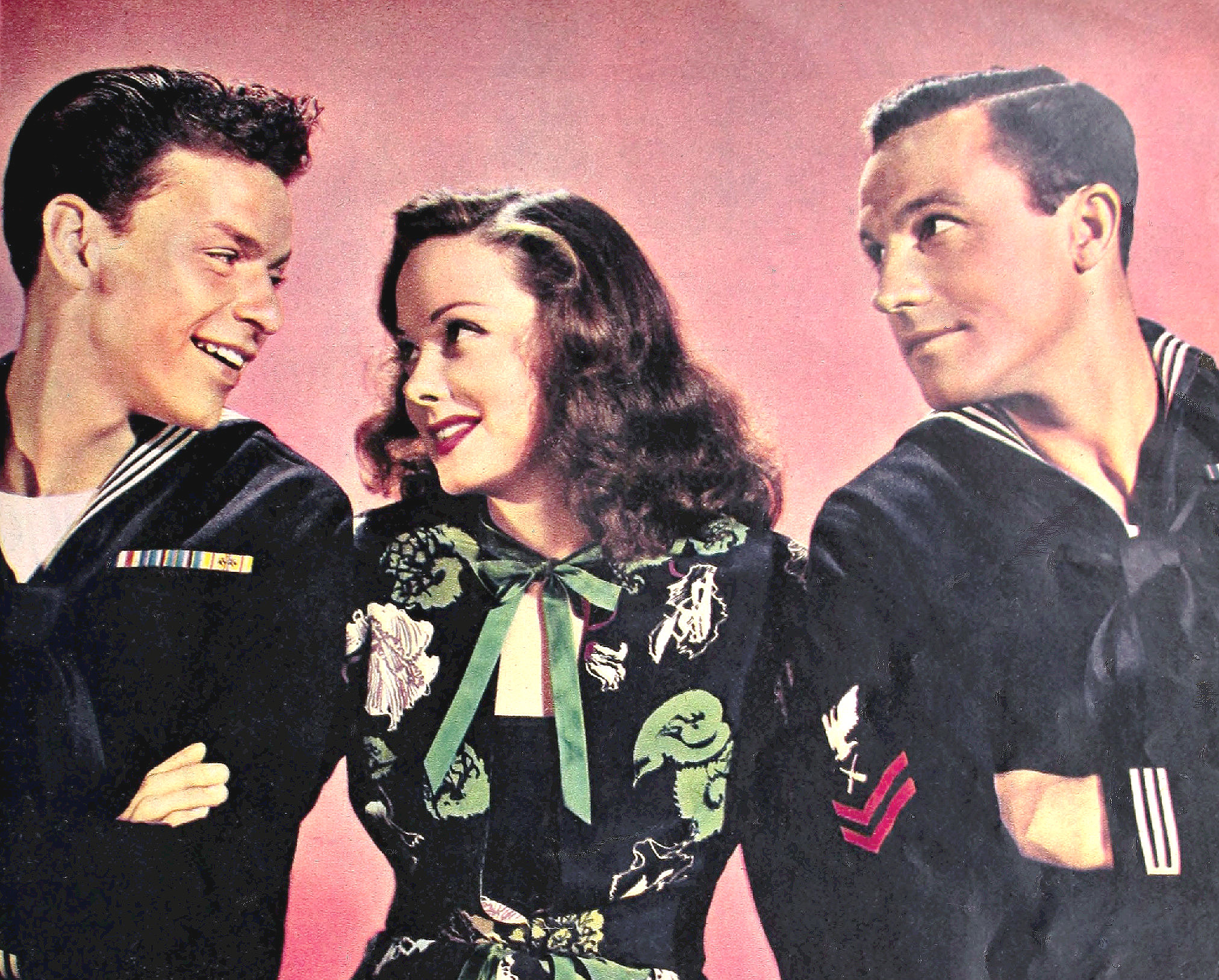
Фрэнк Синатра, Катрин Грейсон и Джин Келли в музыкальном фильме-комедии Поднять якоря (Anchors Aweigh), 1945 год

Большой успех и солидный гонорар принёс Синатре музыкальный фильм-комедия 1945 года Поднять якоря (Anchors Aweigh) в котором Синатра исполнил роль военного моряка, гуляющего с дамами во время увольнения на берег. Фильм был настолько успешным, что растущая слава Синатры как артиста кино стала равна его славе певца. голливудские продюсеры начали работать с Синатрой в жанре мюзикла, а Катрин Грейсон и Джин Келли стали партнёрами Синатры ещё в нескольких музыкальных фильмах,

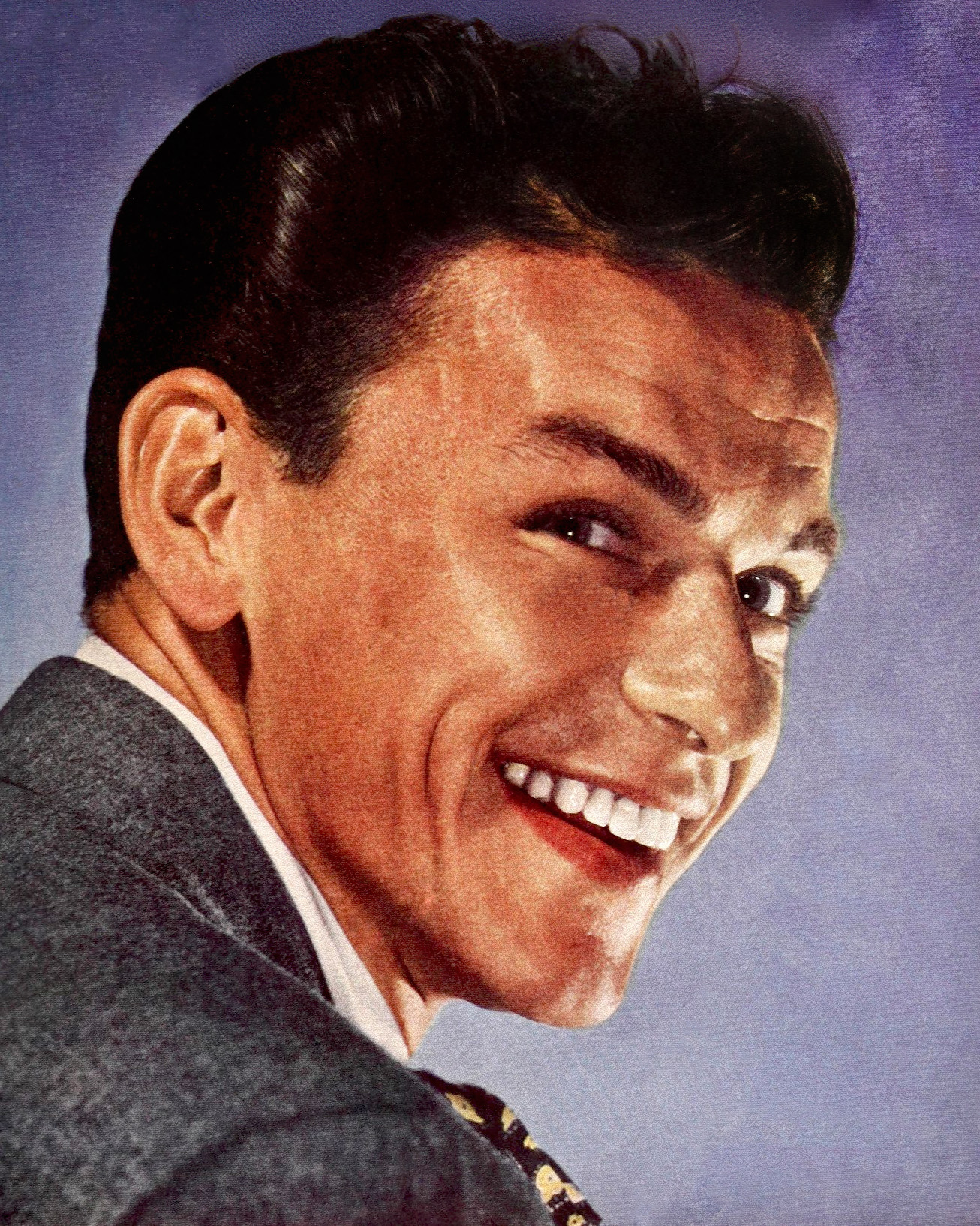
Портрет Синатры на обложке журнала Modern Screen, октябрь 1945 года

В начале 1946 года Синатра записал на студии Columbia Records свой первый сольный альбом The Voice Of Frank Sinatra. Концептуальный альбом из 8 песен был издан на четырёх 10-дюймовых шеллачных пластинках. За один лишь 1946 год было продано десять миллионов копий этого альбома и других записей певца. В 1948 году Columbia Records представляет новый стандарт грампластинок — долгоиграющую пластинку, или LP (Long Play) рассчитанную на скорость вращения 33⅓ об/мин. Именно The Voice Of Frank Sinatra стал первым музыкальным альбомом популярной музыки, изданным в этом новом формате. Успех песен Синатры у широкой публики связан с послевоенной атмосферой перехода на мирную жизнь, с неизменной популярностью песенного жанра, с новыми песнями и темами мирного времени и высоким мастерством самого Синатры.

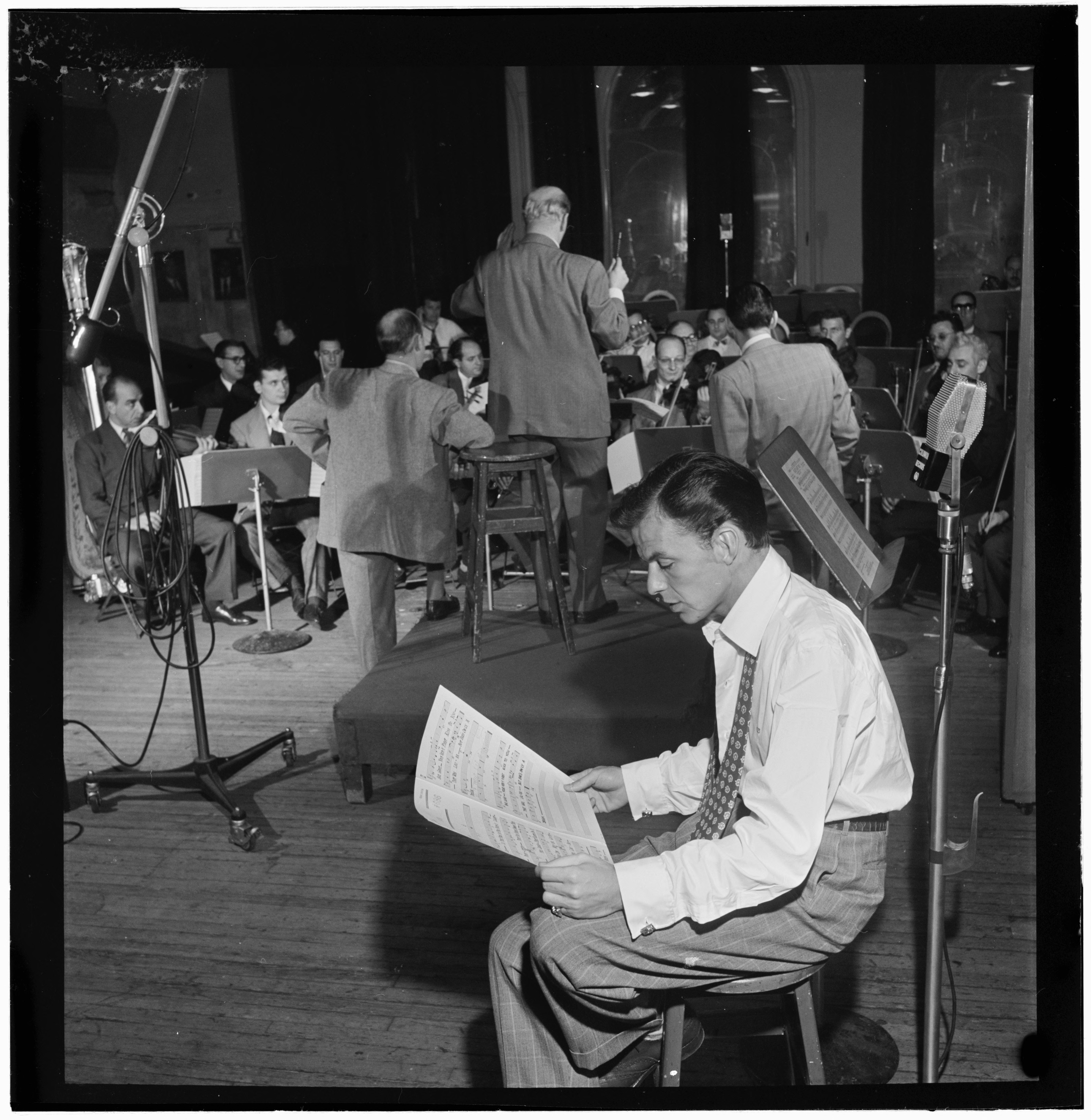
Синатра учит нотную партитуру Алекса Стродала, 1947 год

Финансовый успех от продаж новых и прежних записей делает певца миллионером, когда ему исполнился 31 год. Синатра покупает землю в престижном курорте Палм-Спрингс и строит новый дом с бассейном имеющим форму концертного рояля и музыкальной гостиной с настоящим концертным роялем Стейнвей. Здесь, в трёх часах езды от шумного Лос-Анджелеса, артист проводит значительное время с семьёй и друзьями, среди которых актриса Ава Гарднер. Дом Синатры в Палм-Спрингс становится центром развлечений, которые не всегда заканчиваются хорошо. Синатра и Гарднер однажды даже были арестованы полицией за разбитые уличные фонари на улицах Палм-Спрингс, которые Синатра разбил на спор с Гарднер, гуляя ночью по улицам и кидая камешки в горящие огни фонарей. Следившие за Синатрой днями и ночами искатели скандалов, сообщили об этом в полицию и прессу. Синатра вышел из-под ареста под залог, который заплатила Гарднер после того, как была отпущена полицией.
Однако дом Синатры в Палм-Спрингс продолжает быть местом притяжения, как для друзей, так и для недругов. Постоянное назойливое внимание к своей частной жизни вынуждает Синатру окружить свой новый дом и участок высокими стенами со стороны обеих улиц. В таком виде дом Синатры сохранился до настоящего времени и стал частным клубом.

### Творческий кризис
В конце 1940-х годов у Синатры начался творческий кризис, совпавший по времени с бурным романом с актрисой Авой Гарднер.
1949—1952 годы стали тяжёлым испытанием в карьере Синатры: его уволили с радио, а через полгода планы по проведению концертов в Нью-Йорке были грубо нарушены. Жена Нэнси подала на развод, а роман с Гарднер перерос в громкий скандал. Columbia Records начала отказывать ему в студийном времени. В 1950 году его контракт с MGM был расторгнут, а новый агент из MCA Records также отвернулся от Синатры.

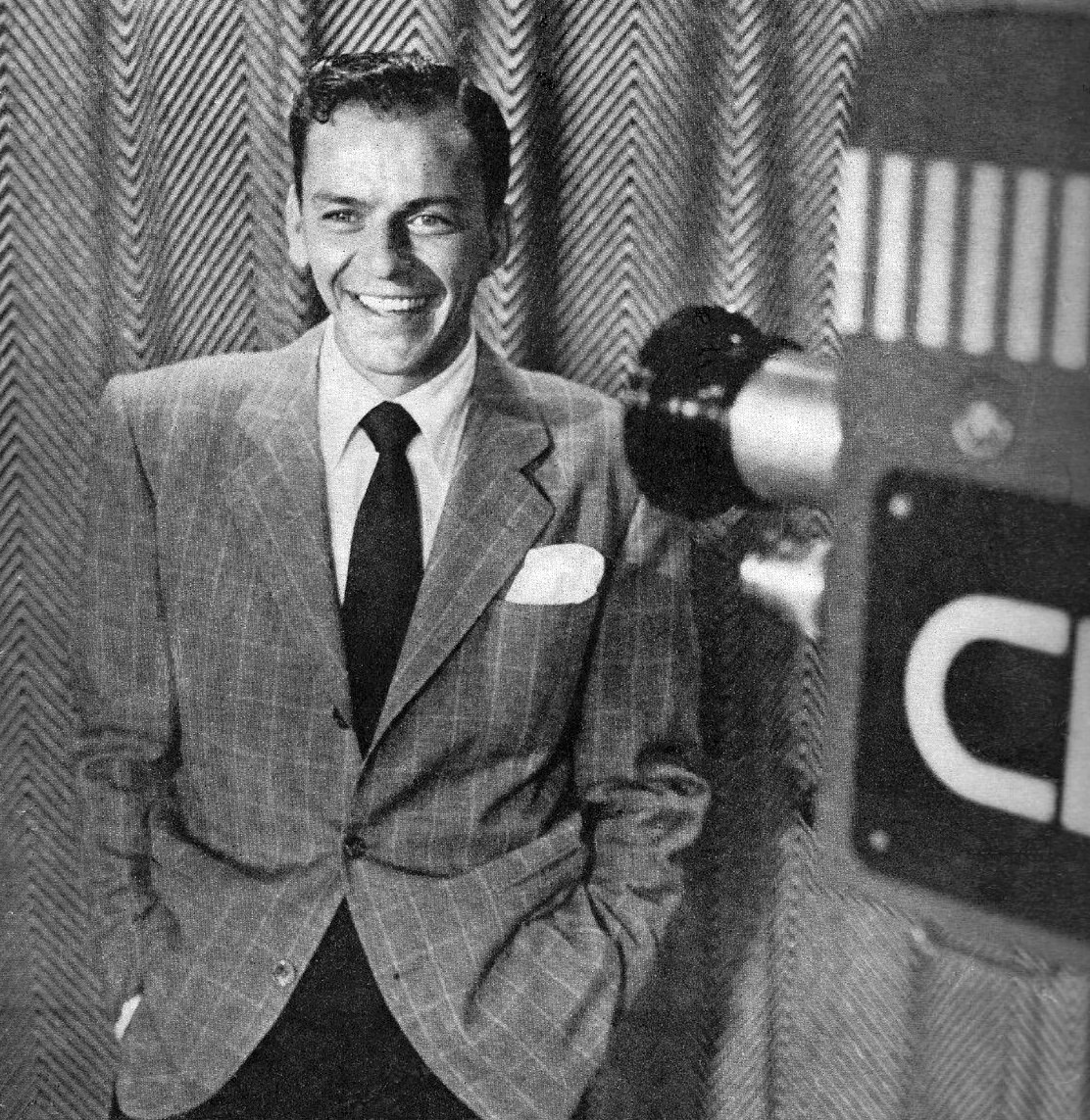
Синатра на съёмках собственного телешоу, 1950 год

Фрэнк Синатра многократно подвергался нападкам и травле со стороны прессы. В этот период жизни и творчества нападки связаны главным образом с изменением политической атмосферы в стране, а также с начавшимся алкоголизмом из-за творческого простоя и сложного романа с Авой Гарднер. Синатра не мог оставаться равнодушным, когда некоторые друзья оказались в опале в условиях нарастающей политической истерии маккартизма. В Голливуде начались судебные процессы над прокоммунистически настроенными людьми, в связи с чем и сам Синатра попал под подозрение в симпатиях к коммунистам в основном из-за его активной деятельности по защите прав евреев и афроамериканцев. Влиятельные консервативные политические силы ввели жестокую цензуру и запрещали многим артистам и режиссёрам работать в США. В возрасте 34 лет Фрэнк Синатра стал «человеком прошлого». Его карьера рушилась до основания. Но разрушенная карьера его мало волновала, всё своё внимание он уделял только Гарднер. Синатра и Гарднер сыграли свадьбу в 1951 году, и были в сложных отношениях до развода в 1957 году, который Синатра переживал очень тяжело.
В 1951 году Синатра потерял голос после сильнейшей простуды. В 1952 году контракт с Columbia Records закончился. Новый глава студии Митч Миллер, с которым у Синатры не сложились отношения, не стал продлевать контракт с ним. Несчастье было настолько неожиданным и тяжёлым, что певец собирался покончить жизнь самоубийством. Стремительное развитие телевидения и спрос на развлекательные программы на какое-то время обеспечили Синатре занятость и хорошие гонорары. Он стал ведущим своего телевизионного шоу, в котором исполнял новые и старые песни, а также приглашал других артистов и певцов и разыгрывал миниатюры с характерным для Синатры юмором.

### Возвращение к активной деятельности и «Оскар»

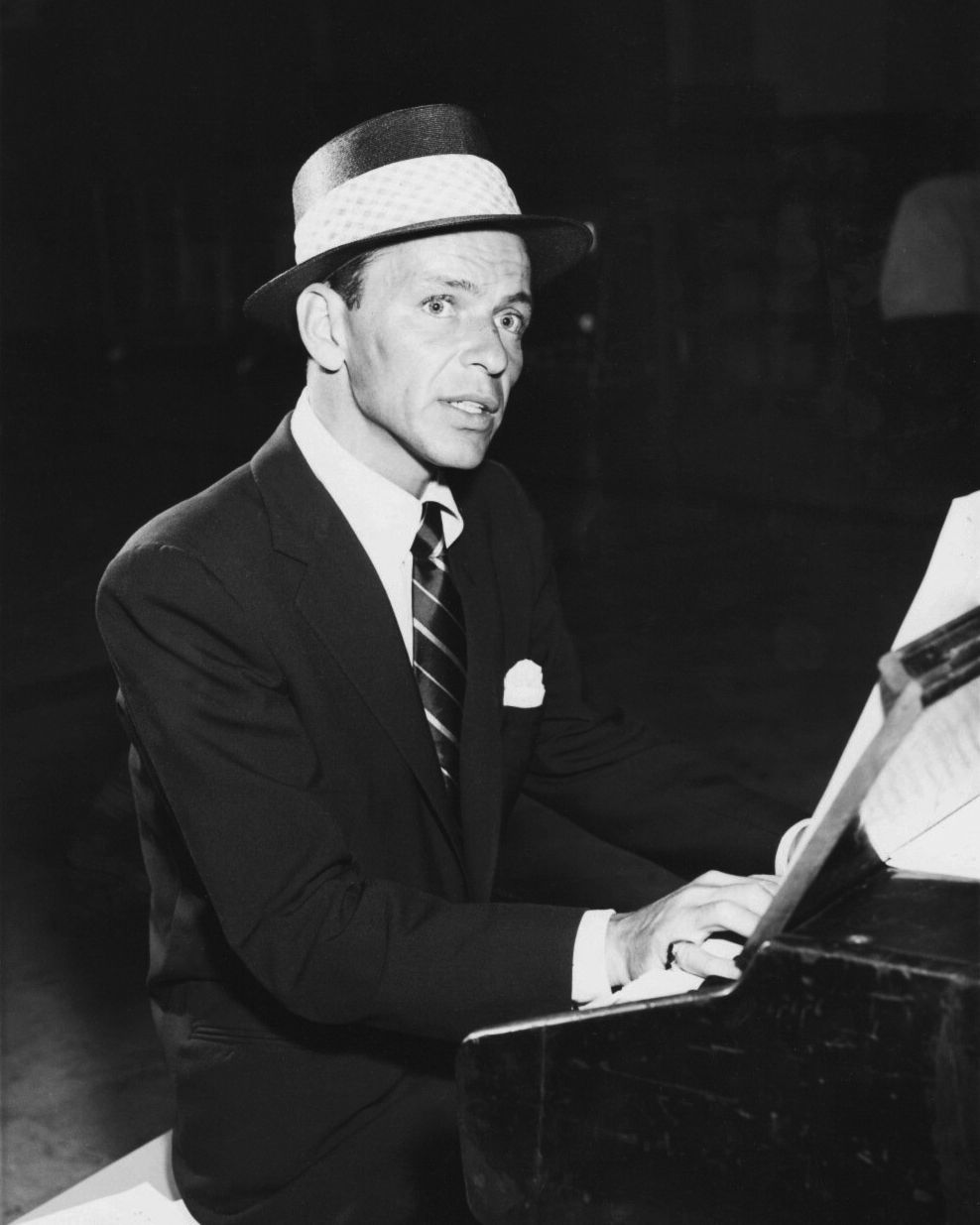
Синатра аккомпанирует себе на фортепиано, 1955 год

Проблемы с голосом были временными, и, когда он восстановился, Синатра начал всё сначала. Концерты Синатры в 1952 году в казино Лас-Вегаса собирают аншлаги. В 1953 году Синатра подписывает контракт с лейблом Capitol Records, где ему дают нового аранжировщика и дирижёра — Нельсона Риддла. Благодаря их сотрудничеству, Синатре удаётся значительно изменить репертуар и имидж. В 1954 году выходят альбомы Songs for Young Lovers и Swing Easy!.
Следующий альбом In the Wee Small Hours становится первым концептуальным музыкальным альбомом, где обложка, перечень песен и их последовательность подчинены единой теме и записаны специально для этого альбома. Кроме того, это первый эстрадный альбом, который выходит на грампластинке размером 12 дюймов (ранее такой формат использовался исключительно для классической музыки). Этот альбом вместе с Songs for Swingin' Lovers! входят в список «500 величайших альбомов всех времён» по версии Rolling Stone. Не менее успешными и классическими становятся следующие альбомы A Swingin' Affair!, Where Are You?, A Jolly Christmas From Frank Sinatra (1957), Come Fly With Me, Only The Lonely (1958), Come Dance With Me! (1959), Nice’n’Easy (1960) и другие. Ряд альбомов Фрэнка достигают вершины в списке популярности журнала Биллборд и остаются в чартах на протяжении нескольких лет. Последний контрактный альбом на студии Capitol Records Point Of No Return вышел в 1962 году.

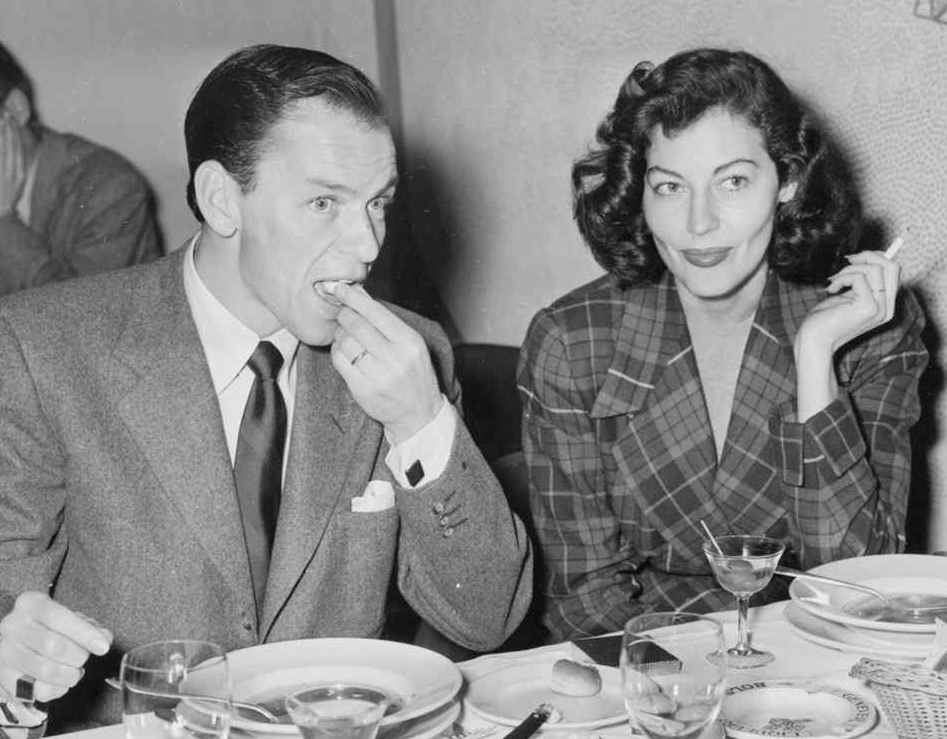
Фрэнк Синатра и Ава Гарднер, 1951 год

В 1953 году, с помощью настойчивой Авы Гарднер, которая упорно уговаривала руководителей киностудий помочь артисту, Синатра получил роль второго плана в фильме «Отныне и вовеки веков» (From Here to Eternity) в котором показаны судьбы военных во время трагедии Перл Харбор во Второй мировой войне. Из не главной роли Синатра сумел создать яркий персонаж — это рядовой Анжело Маджио, верный друг и защитник несправедливо наказанного товарища. Сцена последнего боя не на жизнь, а на смерть, в которой Синатра выразительно сыграл отчаянного борца за справедливость, считается многими критиками одной из лучших в истории кино. Синатра получил за эту роль награду киноакадемии — золотую статуэтку «Оскар», как лучший актёр второго плана. После этой небольшой, но ярко исполненной роли Синатра успешно восстановил свою кинокарьеру и снова стал сниматься в главных ролях.

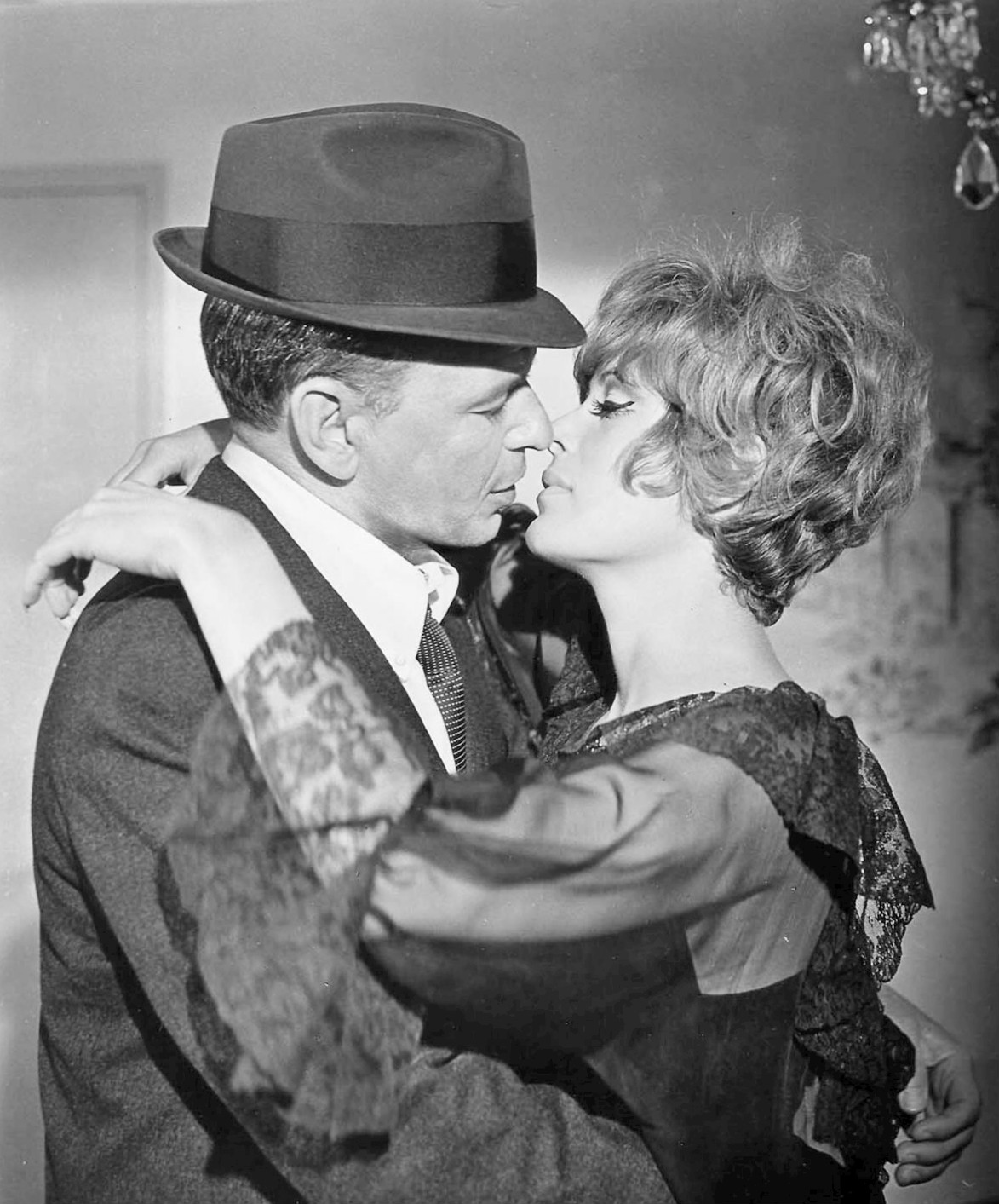
Фрэнк Синатра и Джилл Сен Джон в фильме Tony Rome, 1966 год

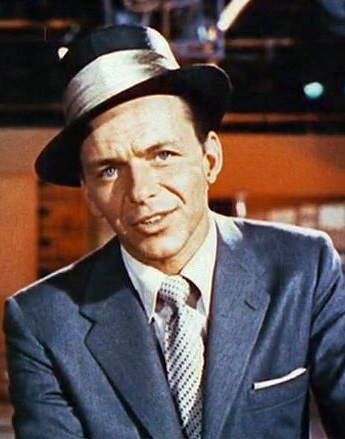
Фрэнк Синатра в фильме Pal Joy, 1957 год

Награда киноакадемии обозначила признание на самом высшем уровне. Синатру снова стали приглашать в различные кинопроекты голливудских киностудий, самыми удачными из которых стали «Человек с золотой рукой» (1955), «Высшее общество» (1956), «Приятель Джой» (1957), «11 друзей Оушена» (1960), «Маньчжурский кандидат» (1962), «Тони Роум» (1966) и «Детектив» (1968).
Он возобновляет успешную карьеру радиоведущего — ведёт шоу на NBS Radio, которое собирает большую аудиторию слушателей.
Хит Синатры High Hopes в 1959 году остаётся в национальном чарте 17 недель — дольше, чем любая другая песня в его исполнении.
С конца 1950-х годов Синатра выступал в Лас-Вегасе с такими эстрадными звёздами, как Сэмми Дэвис, Дин Мартин, Джо Бишоп и Питер Лоуфорд. Их компания была известная как Rat Pack. Очень успешными были записи и выступления с биг-бендами Каунта Бэйси, Куинси Джонса, студийными свинговыми оркестрами Нельсона Риддла, Билли Мэя и другими, снискавшие Синатре славу одного из мастеров свинга.
В 1950-е Синатра стал лидером неформальной группы «Крысиная стая». Один из участников был темнокожим, что вызывало сложности из-за царивших в то время нравов в обществе. Большой публичный резонанс получил случай в одном из престижных отелей, где администрация отказалась поселить друга Синатры афроамериканца Сэмми Дэвиса. Хозяева отеля заявили, что Дэвис не может проживать в их отеле. Тогда Синатра отменил все выступления в концертном зале этого отеля, что грозило хозяевам серьёзными убытками и другими проблемами. В итоге Сэмми Дэвис получил извинения и один из самых лучших номеров отеля, а Фрэнк Синатра продолжил серию концертов. На одном из таких концертов Синатра объявил, что оплачивает угощение всех присутствующих, и зрители стали заказывать дорогие блюда и напитки. Синатра оплатил все счета и значительно повысил прибыль и репутацию отелю и концертному залу.
Впоследствии отель и концертный зал «Sands» были значительно перестроены и расширены, названы «Encore Las Vegas», добавлен престижный ресторан «Frank Sinatra», где сохраняется память о Синатре в демонстрации его наград Грэмми и Оскар, в названиях его любимых блюд и напитков, в портретах Синатры и его друзей, и в его песнях, которые продолжают звучать, дополняя уникальную атмосферу элитного клуба, привлекающего популярных артистов и гостей со всего мира.

В 1960 году Синатра приобрёл сначала долю, а потом и завладел контрольным пакетом казино Cal Neva. Ходили слухи, что Фрэнк был лишь формальным владельцем, а основным бенефициаром являлся мафиозо Сэм Джанкана. Впоследствии курорт перестраивался и расширялся, набирая популярность. Однако из-за скандалов, связанных с посещением казино мафиозными деятелями вопреки запретам властей, лицензия Синатры на игорную деятельность была отозвана, в связи с чем певец вышел из бизнеса, продав свою долю Говарду Хьюзу.

### Синатра в большой политике

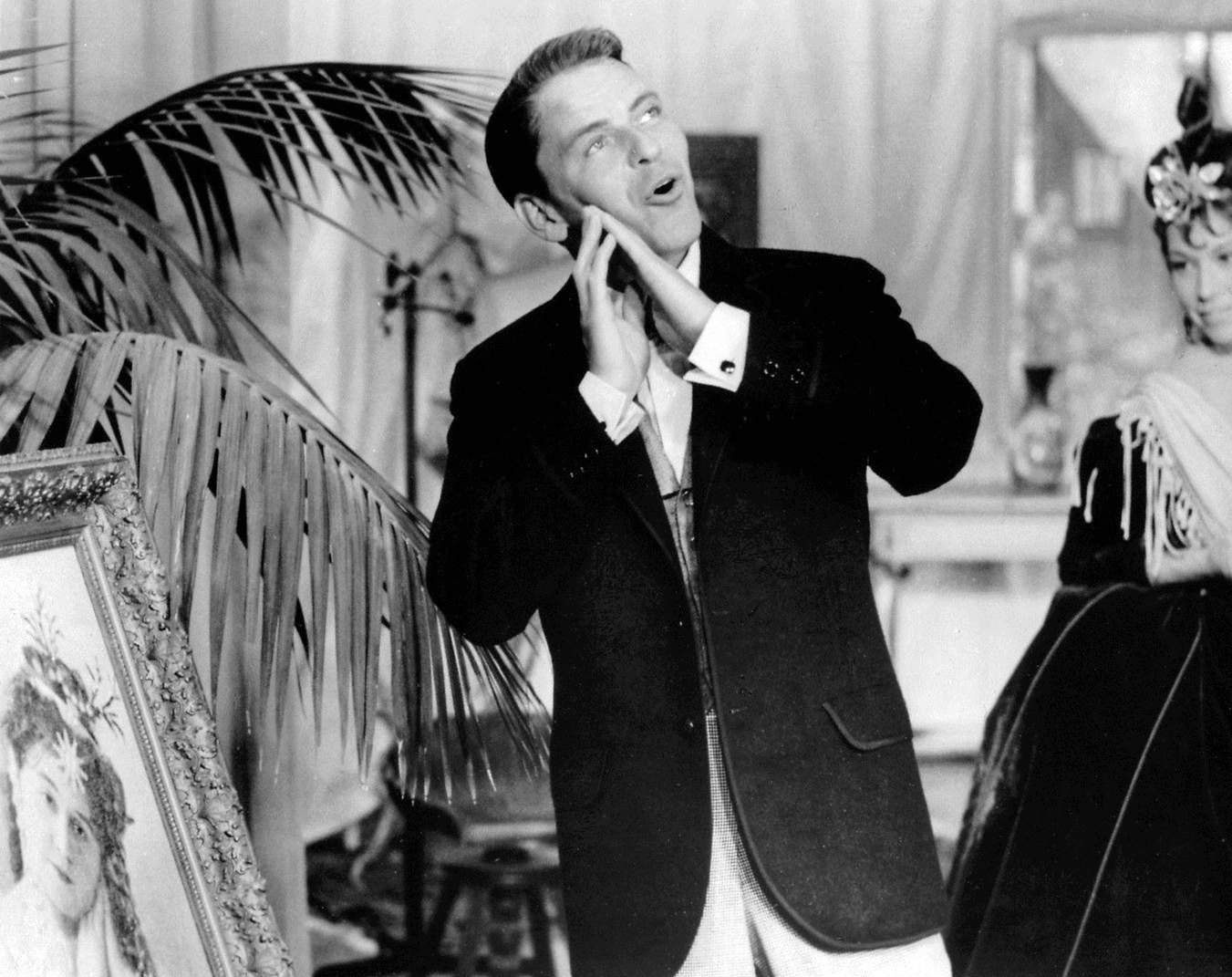
Фрэнк Синатра в главной роли в музыкальной комедии «Канкан», 1960 год

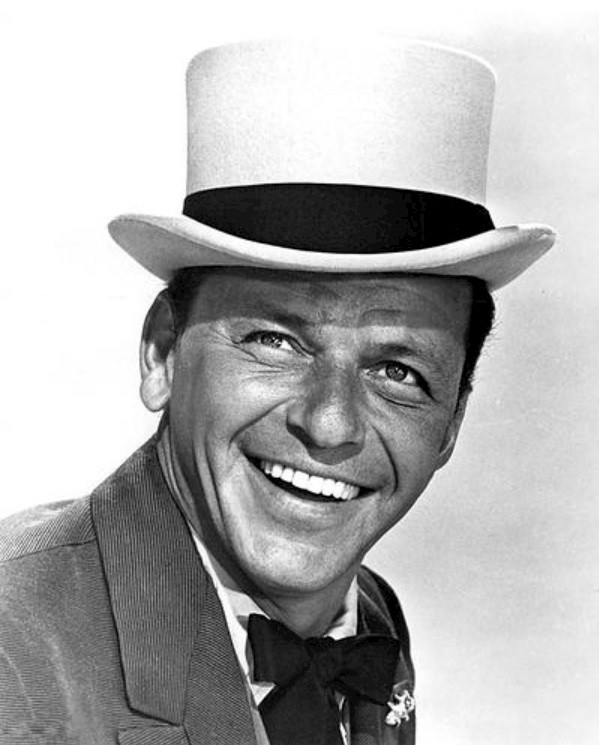
Фрэнк Синатра в главной роли в комедии «Четверо в Техасе», 1964 год

Важный психологический опыт и суровое, но полезное испытание в международной политике Синатра получил во время визита советского лидера Н. С. Хрущёва в США, с которым прибыла делегация из шестидесяти советских партийных деятелей, дипломатов, писателей и советских спецслужб. Хрущёв был в ярости из-за невозможности посетить Диснейленд, хотя ему вежливо объяснили, что визит его делегации и сопровождения в Диснейленд потребует для безопасности закрытия всего комплекса на целый день и это испортит бизнес и отпуска тысячам американских семей с детьми, которые заранее купили билеты и их права защищены законом. Вдобавок в автоэскорт Хрущёва перед студией был брошен красный помидор. Политики и службы безопасности старались избежать новых проблем. Взамен Диснейленда Хрущёва пригласили на расширенную экскурсию по Голливуду с визитом на киностудию, где был подготовлен обед и шла работа над фильмом «Канкан» с Фрэнком Синатрой и Ширли Маклейн в главных ролях. Фрэнк Синатра выручил политиков в трудный момент психической нестабильности как самого Хрущёва, так и всей обстановки вокруг его визита в США, когда такие лидеры Голливуда и американской политики, как Рональд Рейган, Бинг Кросби и другие наотрез отказались от встреч и приглашений на обед с Хрущёвым. Н. С. Хрущёв был уже известен всему миру своими скандальными заявлениями «Мы вас похороним!» и «Покажем кузькину мать» и теперь советский лидер использовал свой визит США в пропагандистских целях.
Хрущёв выступил перед собравшимися в студии кинозвездами, среди которых были Мэрилин Монро, Гэри Купер, Элизабет Тэйлор, Чарлтон Хестон, Тони Кёртис, Джанет Ли, Кирк Дуглас и ещё 400 артистов, бизнесменов и политиков. Лидер СССР произнёс гневную речь о том, что он до революции был пастухом, а теперь глава самой большой страны мира и нечего американцам учить его капитализму. Затем он высказал сильное недовольство отменой его визита в Диснейленд. Присутствующие стали свидетелями нервной перепалки Хрущёва с главой киностудии Скурасом, который сказал, что он тоже в Греции был пастухом, а в Америке стал владельцем сети 500 кинотеатров и главой крупнейшей голливудской киностудии, взявшей на себя заботу гостеприимно развлекать Хрущёва и с ним 60 гостей из СССР. Синатра сидел за столиком рядом с семьёй Хрущёва, Ниной, Радой и Сергеем и гостеприимно обещал им взять на себя все заботы по их будущему визиту в Диснейленд. А на этот раз вместо Диснейленда Фрэнк Синатра на протяжении нескольких часов проводил время с семьёй Хрущёва на киностудии и рассказывал о фильме «Канкан» с аллюзией на парижское кабаре Мулен Руж. Обратившись лично к Хрущёву, Синатра сказал, что кабаре — это место, куда люди приходят выпивать и развлекаться. По просьбе Синатры актриса Ширли Маклейн продемонстрировала Хрущёву танец канкан с поднятой юбкой и оголенными ногами и предложила советскому лидеру попробовать повторить танец, на что Хрущёв резко возражал возгласами: «Порнография!». Хрущёв охарактеризовал показанный ему танец из фильма «Канкан» и, соответственно, американскую культуру словами «разврат» и «порнография».

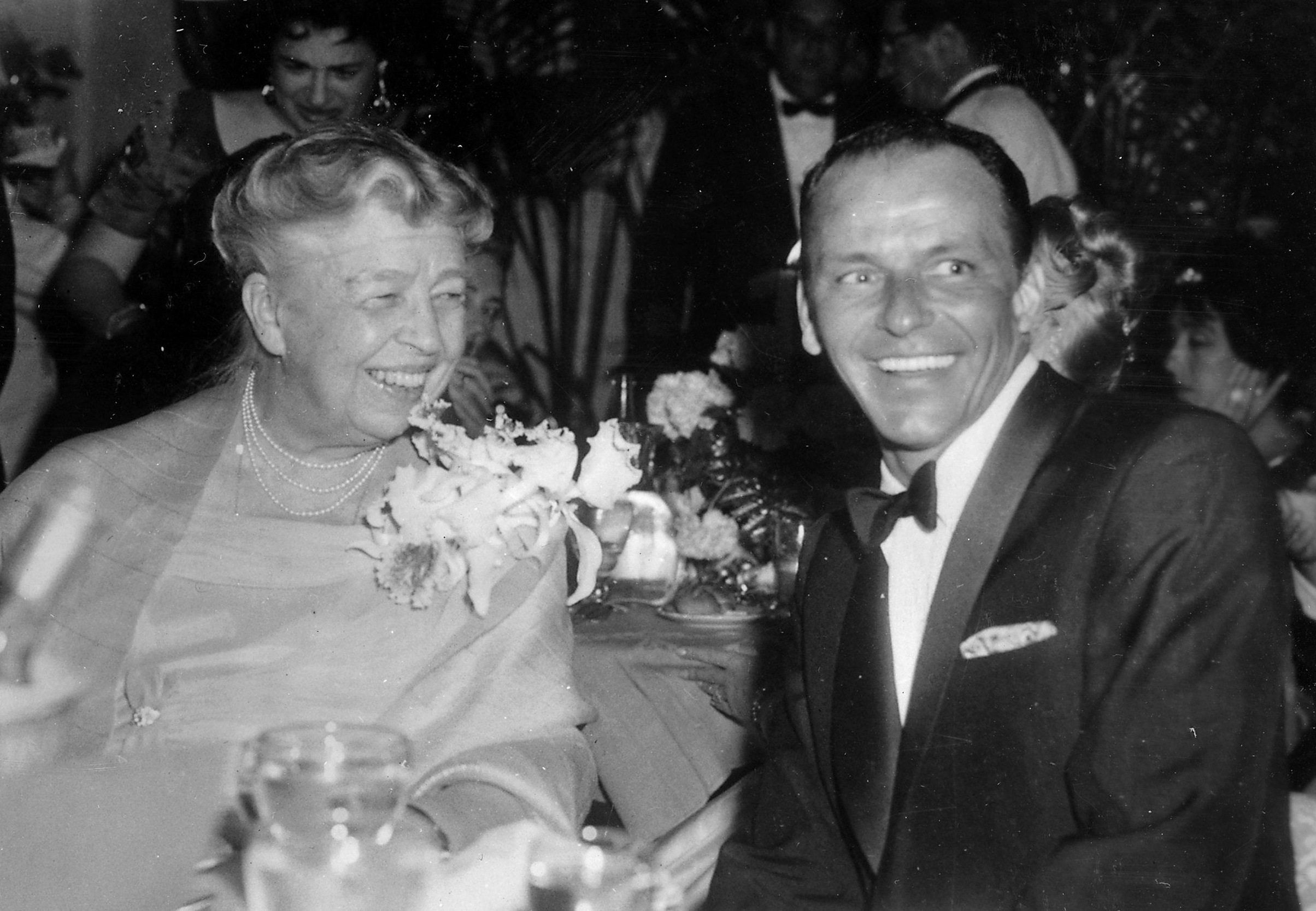
Элеонора Рузвельт и Фрэнк Синатра на ужине в Белом доме в 1960 году

Синатра выдержал испытание гневом Хрущёва, от которого из осторожности отходили подальше как американские, так и советские сопровождающие официальные лица; даже советский министр иностранных дел Андрей Громыко и Анастас Микоян держались за спиной разгневанного Хрущёва. В ситуации, когда республиканские лидеры президент Эйзенхауэр и вице-президент Никсон теряли популярность среди избирателей после восьми лет пребывания в Белом Доме, а молодой Джон Кеннеди начинал свою избирательную кампанию, никто не хотел быть участником международного скандала. Синатра терпеливо и мастерски отвлекал на себя гнев советского лидера, окруженного десятками репортёрских микрофонов и камер. Так вместо многочасовой проблемной поездки в Диснейленд Хрущёв с многочисленным сопровождением советских и американских важных персон провели день в Голливуде за обедом и разговорами с артистами, и значительную помощь в решении проблемы Хрущёва оказали американские артисты Ширли Маклейн и Фрэнк Синатра.
После успешного завершения такого серьёзного испытания в международной политической ситуации Синатра уверенно работал с Джоном Кеннеди во время его президентской кампании в 1960 году. Сенатор Джон Кеннеди с группой сторонников прилетел в Лас-Вегас на концерт Синатры и вышел на сцену рядом с Синатрой. Зрители встретили их овацией и Синатра уверенно объявил в микрофон, что сенатор Джон Кеннеди — это будущий президент Соединённых Штатов Америки. Активно агитируя за Кеннеди в течение нескольких месяцев избирательной кампании, Синатра, по признанию многих, несомненно помог сенатору и партии демократов. Кеннеди на выборах победил Никсона и, став президентом, пригласил Синатру на празднование победы в Белый дом.

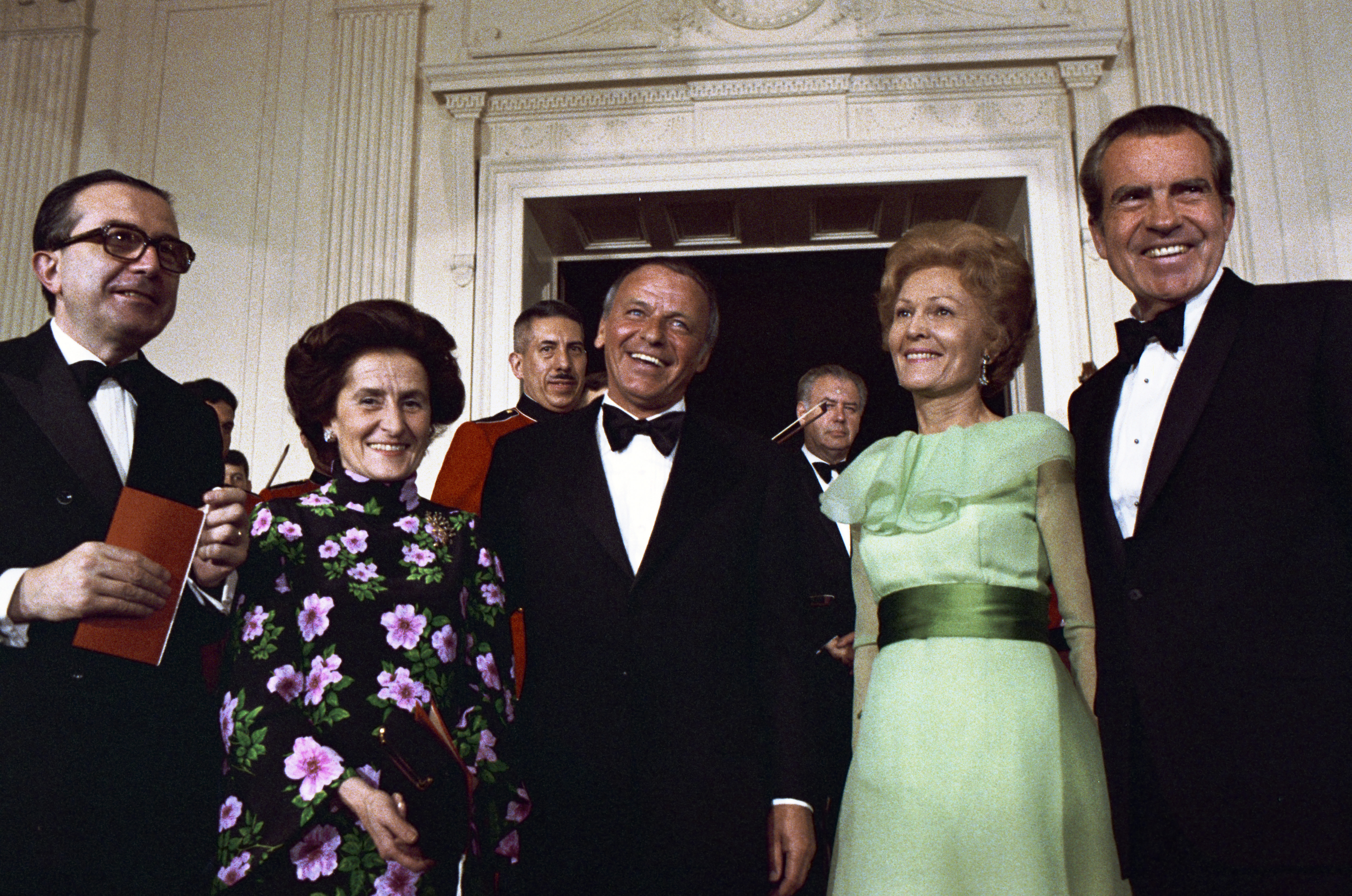
Синатра и президент Никсон на приёме в Белом доме в честь премьер-министра Италии Джулио Андреотти, 1973 год

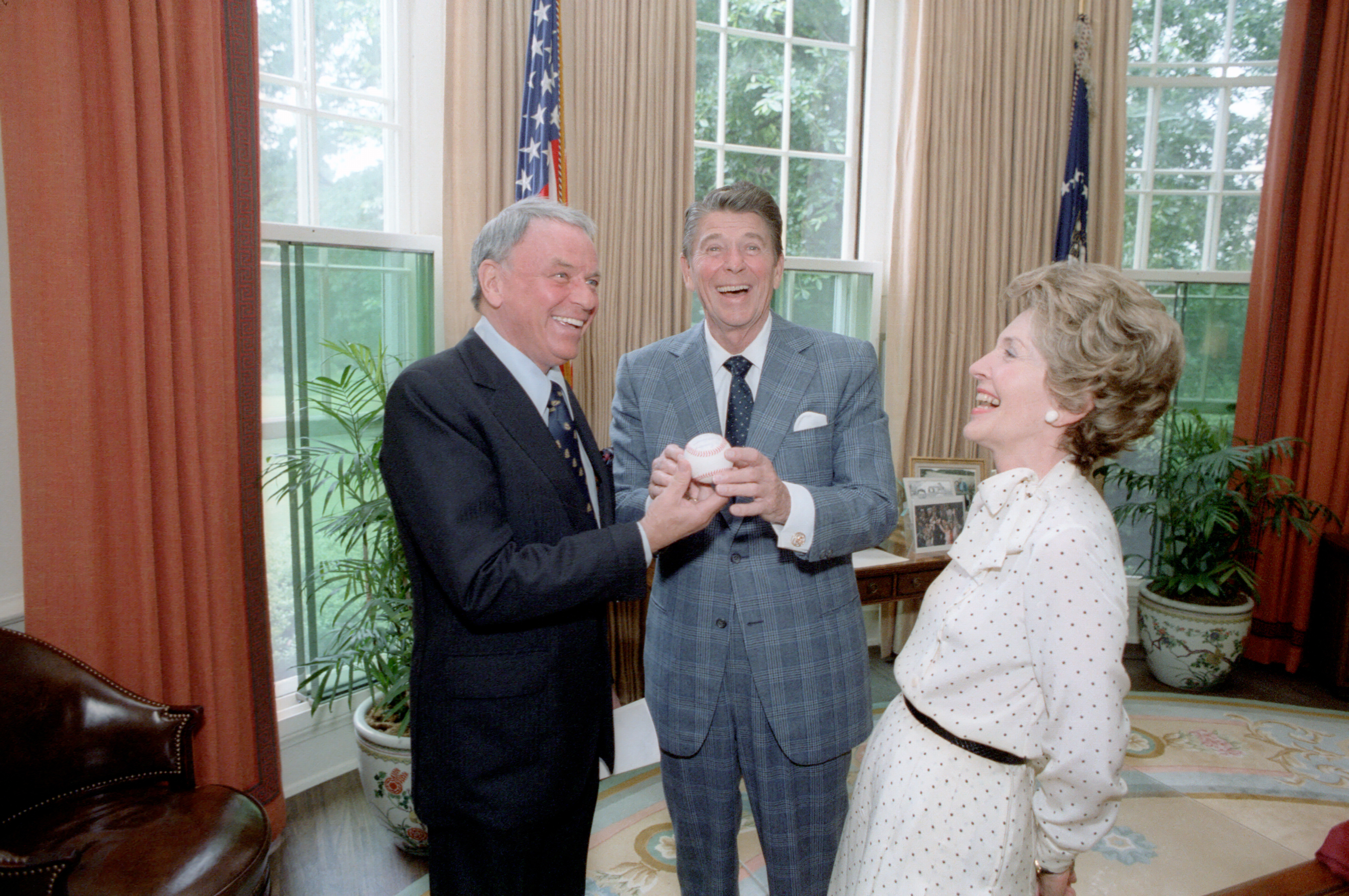
Рональд Рейган и Нэнси Рейган с Фрэнком Синатрой в Белом доме, 3 июня 1981 года

Синатра начал отдаляться от политиков, когда в конце президентского срока Джона Кеннеди политическая атмосфера резко накалилась из-за конфликтов во Вьетнаме и на Кубе. Убийство Кеннеди и последовавшее через несколько лет убийство его брата вызвали повышенную активность спецслужб, и Синатра из осторожности уменьшил участие в политике. Но полное прекращение участия Синатры в политике было невозможно из-за его всемирной известности и заинтересованности политиков самого высокого уровня в использовании славы артиста в своих целях. Слежка за Синатрой, который был под наблюдением ФБР с 1930-х годов, с самого начала своей творческой карьеры, была санкционирована по личному указанию Толсона (первого заместителя главы ФБР Эдгара Гувера). Гувер и Синатра были диаметрально противоположными личностями; Гувер никогда не был женат, у него не было женщин-любовниц, он никогда не жил нигде, кроме Вашингтона, и крайне редко выступал перед большими аудиториями в отличие от Синатры. За Синатрой, его родственниками и его знакомыми постоянно следили многочисленные агенты ФБР, которые выполняли задания по дискредитации и опорочиванию Синатры на протяжении десятилетий. Синатра был целью провокаций ФБР для вынуждения к сотрудничеству против «итальянской мафии». В досье ФБР, открытом для доступа после смерти Синатры, есть доносы и фотографии, сделанные агентурой на Кубе, в Лас-Вегасе и других местах, где Синатра жил, работал, отдыхал и давал концерты.
Популярность и всемирная слава Синатры уже в 50-х и 60-х стала эксплуатироваться самыми известными политиками мира. Синатру приглашают монархи, президенты и премьер-министры разных стран, в основном для пиар-компаний для прессы и телевидения. Фотогеничный и улыбающийся Синатра был украшением международных встреч на высшем уровне в Белом доме, в Ватикане и других центрах политической жизни. Синатра, формально оставаясь в Демократической партии США, неоднократно показывал примеры нейтрального и примирительного политического поведения в 1970-х и 1980-х годах, принимая приглашения в Белый дом от республиканцев Ричарда Никсона и Рональда Рейгана.

### Создание своей фирмы звукозаписи

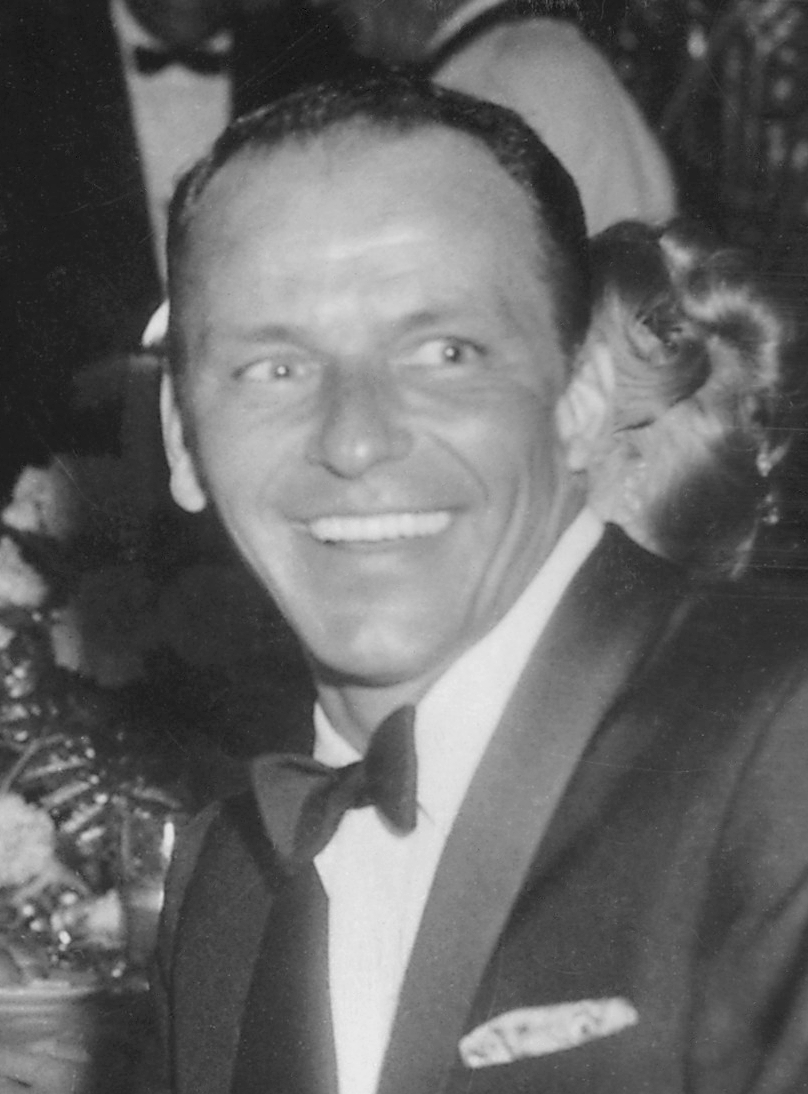
Фрэнк Синатра улыбается, 1960 год

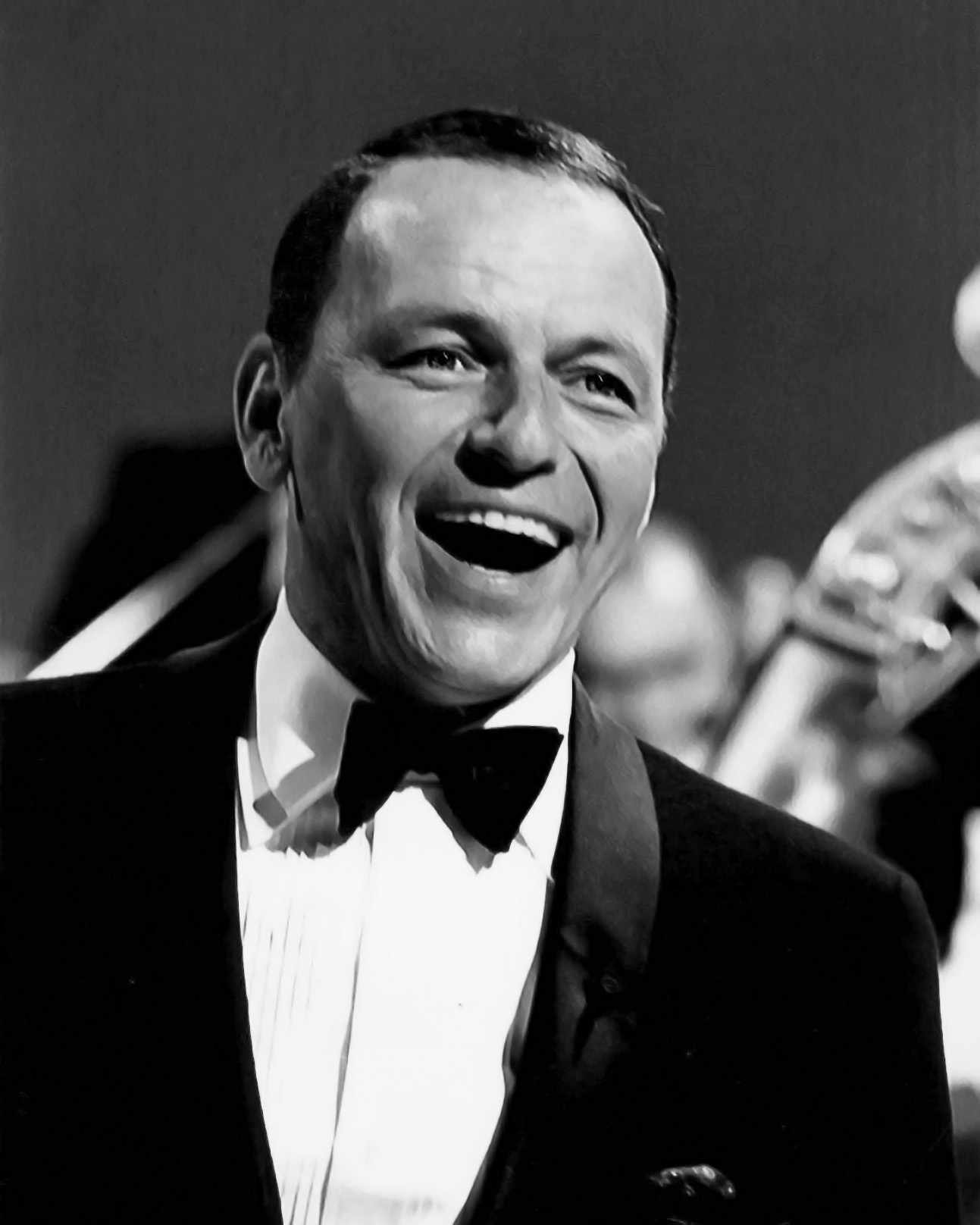
Фрэнк Синатра в студии звукозаписи исполняет песни своего нового альбома «A Man and His Music», 1966 год

В 1962 году Синатра, недовольный работой лейбла, покидает Capitol Records. Ещё в 1960 году он создаёт свой собственный лейбл Reprise Records, на котором записывался до 1988 года. В 1961 году выходит первый альбом на Reprise — Ring-A-Ding-Ding!. На этом лейбле он выпускает альбомы: Swing Along With Me, I Remember Tommy (посвящённый Томми Дорси) (1962), Sinatra And Strings (1962), The Concert Sinatra (1963), совместные с Каунтом Бейси Sinatra-Basie: An Historic Musical First (1962) и It Might As Well Be Swing (1964) (вместе с песней Fly Me to the Moon), совместно с Бингом Кросби и Фрэдом Уоррингом America, I Hear You Singing и 12 Songs of Christmas, September Of My Years (1965), Strangers In The Night (с одноимённым хитом), That’s Life (с одноимённой песней) (1966), Francis Albert Sinatra & Antonio Carlos Jobim (совместно с Антониу Карлосом Джобином в стиле босанова), The World We Knew (в который вошла песня Somethin’ Stupid, записанная совместно с дочерью Нэнси ставшая популярным хитом года) (1967), My Way (с одноимённым хитом) (1969), Trilogy: Past Present Future (вместе с песней New York, New York) (1980) и другие.
В марте 1969-го Фрэнк Синатра записал альбом A Man Alone с песнями, специально написанными для него известным американским поэтом Родом Маккаином, который был поклонником Синатры.

### Позднее творчество и завершение карьеры
Тысячу концертных и студийных выступлений дал Фрэнк Синатра в поздний период своей творческой карьеры с 1971 по 1995 год. Все эти годы в команде его менеджеров и продюсеров происходили перемены. Удачным было сотрудничество с композитором и аранжировщиком оркестра Куинси Джонсом. Синатра предпочитал иногда выступать с малым аккомпанирующим ансамблем, а также несколько изменил состав музыкантов большого оркестра после смерти лучшего аранжировщика и руководителя оркестра Нельсона Риддла в 1985 году. Ещё в 1970-е и 1980-е годы по просьбе самого Фрэнка Синатры всё управление его карьерой и продюсирование его концертов и студийных записей взяли в свои руки его сын, Фрэнк Синатра-младший и дочь Тина Синатра. Вдвоём они опекали отца вплоть до завершения его карьеры и жизни. После смерти отца они же взяли под контроль большую часть его творческого наследия и позаботились о высококачественных переизданиях лучших песен, фотографий и кинофильмов своего отца.
Позднее творчество Фрэнка Синатры отмечено взлетами и падениями, связанными с изменениями его голоса и болезнью, а также с изменениями в составе аккомпанирующих певцу музыкантов, аранжировщиков и менеджмента. Привычка Фрэнка Синатры курить даже на сцене во время исполнения песен перед аудиторией вызывала разные реакции зрителей, от восторга до неодобрения. На протяжении десятков лет обычное для Фрэнка Синатры количество выкуренных сигарет составляло 2-3 пачки в день. В последние годы его голос становился всё более приглушенным, а дыхание всё менее глубоким. В итоге состояние здоровья не позволило Синатре продолжать карьеру после 80-летнего юбилея, в отличие от его друга и коллеги Тони Беннетта, который продолжал концертные выступления до своего 95-летия в августе 2021 года.
В июне 1971 года, 55-летний Синатра выступил на благотворительном концерте для фонда поддержки кино и телевидения на сцене амфитеатра Hollywood Bowl в Лос-Анджелесе. Завершая свой концерт перед 20-тысячной аудиторией, Синатра объявил об окончании своей карьеры в шоу-бизнесе, на что многотысячная аудитория отреагировала аплодисментами и смехом, как на хорошую шутку. Однако летом 1973 года Фрэнк записывает новый альбом Ol' Blue Eyes Is Back в аранжировке Дона Коста и Гордона Дженкинса. Альбом попал на 13-е место в чартах Биллборд, 7-е в чартах Cashbox, и получил золотой статус RIAA (более 500 тысяч проданных копий). С 1974 года Синатра продолжил концертную деятельность.
В 1979 году Синатра записал один из своих шедевров — New York, New York, став единственным певцом в истории, сумевшим через пятьдесят лет вернуть себе популярность и любовь публики. Ещё в 1978 году Фрэнк Синатра создал свою версию песни «Нью-Йорк, Нью-Йорк». Первое концертное исполнение этой песни Синатра сделал в сентябре 1978 года в Мюзик-холле "Радио-Сити" Нью-Йорка. Через несколько месяцев свою версию песни Фрэнк Синатра записал в студии, использовав свой оркестр и новую музыкальную аранжировку, а также переделав текст и интонационные акценты по-своему. Синатра обновил песню, придав ей новое смысловое значение о смелости человека из маленького городка, решительно начинающего новую жизнь, чтобы реализовать свою мечту и стать лучшим в самом большом городе мира. Артист не только заменил несколько строк текста — My old town blues на These little town blues и To find I’m king of the hill, Head of the list на And find I’m a number one, top of the list, но и усилил эмоциональное содержание песни, которое помимо слов выражено особой интонацией голоса Синатры. Автор слов песни Фред Эбб признал, что не он автор этих изменений, но благодарен Синатре за то, что певец сделал песню столь популярной.
Фрэнк Синатра записал несколько версий песни «Нью-Йорк, Нью-Йорк». Самая последняя записана в 1993 году в дуэте с Тони Беннеттом для последнего прижизненного концептуального альбома Синатры «Duets», для создания которого были применены новые технологии звукозаписи и цифрового редактирования информации.
В 1982 году Фрэнк Синатра подписал контракт на шестнадцать миллионов долларов на три года концертных выступлений в знаменитом отеле и казино Golden Nugget в Лас-Вегасе. Все концерты проходили при полных аншлагах и с огромным успехом у публики, несмотря на придирки критиков к изменениям в голосе певца. В 1982 году он также принял участие в программе «Чтобы Польша была Польшей», чтобы выразить поддержку «Солидарности». В 1983 году Фрэнк Синатра был награждён премией Центра Кеннеди в Вашингтоне за выдающийся вклад в культуру и искусство.
Весной 1984 года Фрэнк Синатра записал сольный альбом L.A. Is My Lady на студии Qwest, созданной продюсером Куинси Джонсом, который сделал аранжировку большей части песен. Работа над этим альбомом была снята на видео и вышла на кассете и лазерном диске под названием Frank Sinatra: Portrait Of An Album. На одной из сессий в работе над этим проектом Синатра встретился с Майклом Джексоном.

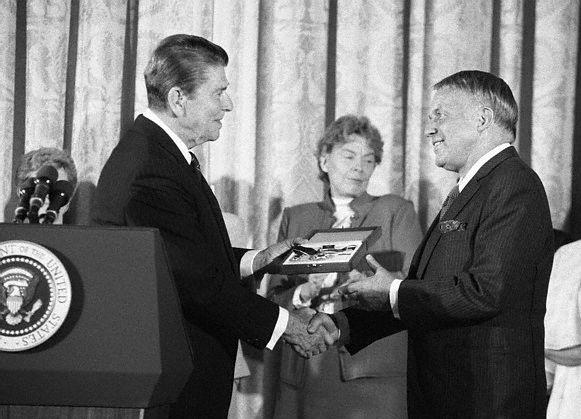
Фрэнк Синатра в Белом доме получает награду от президента Рональда Рейгана

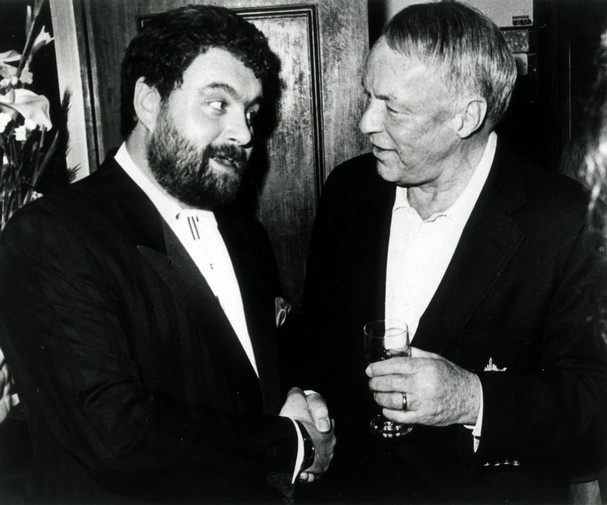
Фрэнк Синатра (справа) и ирландский певец Брендан Грэйс в Дублине, начало 1990-х годов

В 1988—1989 годах Синатра провёл серию концертов Together Again Tour с Сэмми Дэвисом младшим и Дином Мартином (после ухода Дина Мартина переименован в The Ultimate Event).
В 1990-м году свой 75-летний юбилей Синатра отметил, дав четыре успешных аншлаговых концерта в Лондоне в новом концертном комплексе London Arena.
В 1993 году Синатра записывает два своих последних альбома: Duets и Duets II. Альбомы состоят из хитов Синатры, записанных совместно с такими партнёрами, как Барбра Стрейзанд, Тони Беннетт, Арета Франклин, Хулио Иглесиас, Шарль Азнавур, Лайза Миннелли и другими звёздами.
Последний выход на сцену Фрэнка Синатры состоялся 25 февраля 1995 года, когда он выступил на турнире по гольфу в Палм-Спрингс.

### Смерть и прощание с артистом

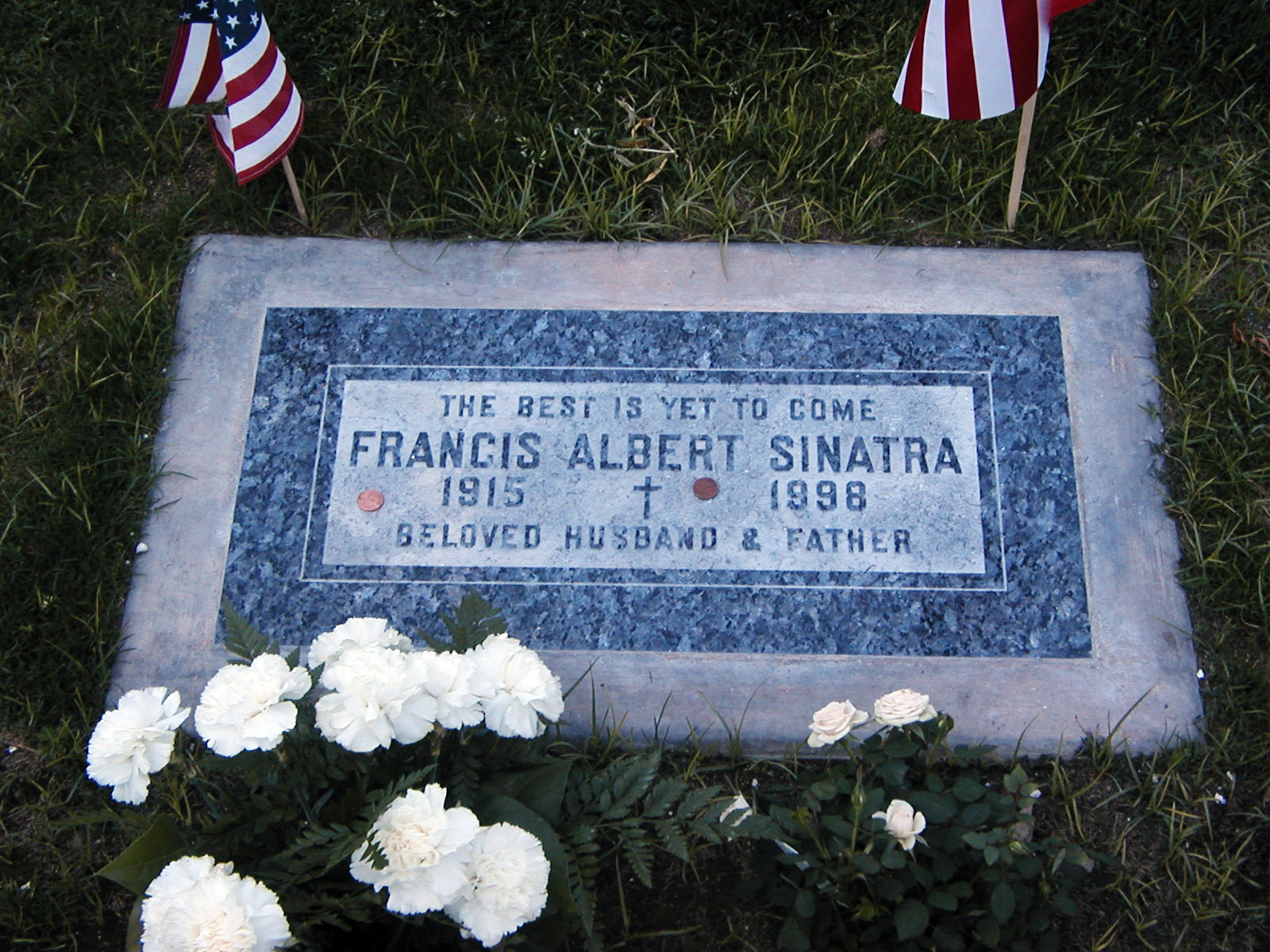
Место захоронения Фрэнка Синатры на кладбище Мемориальный парк Пустыня (Катидрал-Сити) в городе Cathedral City, штат Калифорния

14 мая 1998 года Фрэнк Синатра скончался от инфаркта миокарда в госпитале Седарс-Синайский медицинский центр в Лос-Анджелесе в возрасте 82 лет. Отпевание проводил кардинал Роджер Махони.
На следующий день после объявления о смерти Синатры во всех казино Лас-Вегаса была остановлена всякая активность из уважения к великому артисту, чтобы почтить его память минутой молчания. В тот же вечер мэрия Нью-Йорка объявила траур и уменьшила яркость освещения на высотном здании Эмпайр-стейт-билдинг, заменив лампы обычного освещения на голубой цвет — символ душевной чистоты и возвышенности, символ совершенства, устремленности к идеалу, потому что самое заветное драгоценное желание, именуемое «голубой мечтой», Фрэнк Синатра полностью достиг.
Гражданская панихида состоялась в католической церкви Good Shepherd в Беверли-Хиллз. Прощание со всемирно знаменитым артистом проходило с участием более 400 человек, среди которых было много голливудских знаменитостей. Грегори Пек, Тони Беннетт, и сын Синатры — Фрэнк Синатра-младший, выступили с прощальными речами, а музыкальное сопровождение из лучших песен Синатры My Way, One for my Baby и других баллад играл на фортепиано специально приглашенный 85-летний Билл Миллер, который был пианистом и творческим партнёром певца несколько десятилетий.
В последний путь на мемориальное кладбище в городе Cathedral City артиста проводили родственники и несколько самых близких друзей. Гроб с телом Фрэнка Синатры был декорирован государственным флагом США за заслуги перед страной; шесть военнослужащих несли гроб до места погребения родителей артиста, а затем военных сменили и понесли гроб самые близкие друзья Синатры: Кирк Дуглас, Грегори Пек, Тони Беннетт, Квинси Джонс, Роберт Маркс и Стив Лоуренс. По традиции родные и близкие артиста положили рядом с его телом несколько памятных и знаковых предметов — пачку сигарет Camel, зажигалку Zippo; дочь Нэнси опустила в могилу бутылку виски Jack Daniels, а дочь Тина положила горсть 10-центовых монет: «чтобы он мог звонить своим друзьям», — объяснила плачущая Тина Синатра.
Фрэнк Синатра похоронен рядом с отцом и матерью на кладбище Desert Memorial Park в городе Cathedral City, штат Калифорния.
Надпись на надгробии певца гласила: «Лучшее — впереди» (англ. The Best Is Yet to Come).
Надгробие на могиле Фрэнка Синатры было изготовлено по заказу его четвёртой жены, которая не ладила с первой семьёй артиста до конца жизни. В 2021 году неизвестные разбили это надгробие при странных обстоятельствах, которые были засекречены полицией и следствием в связи с защитой права на частную жизнь.
Позже на могиле было установлено новое надгробие, изготовленное по заказу дочери артиста Тины. Надпись на нем гласит: «Спи в тепле, Папочка» (англ. Sleep Warm, Poppa).

### Фрэнк Синатра в мировой культуре XX и XXI веков

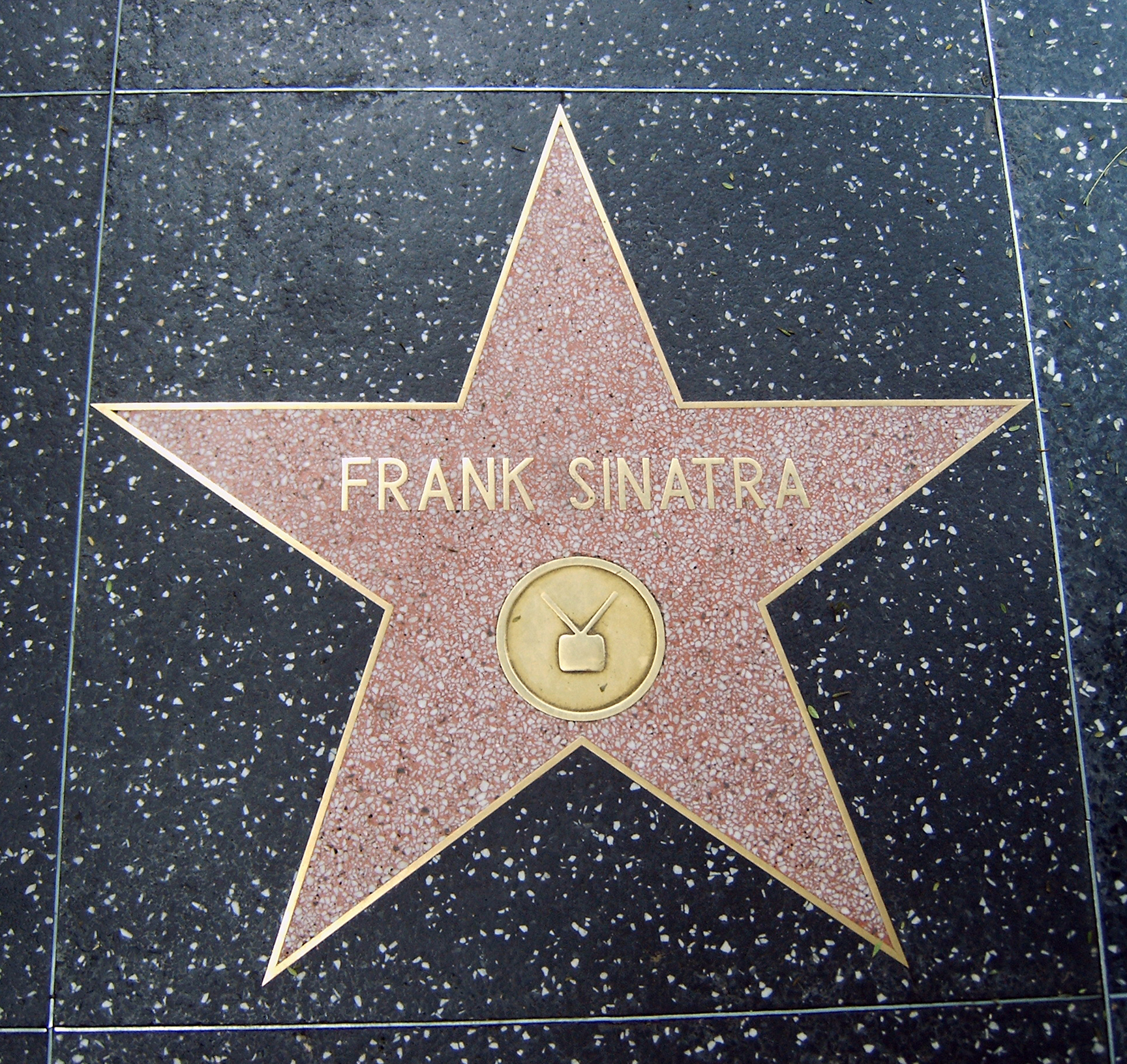
Звезда Фрэнка Синатры за работы на телевидении на Голливудской «Аллее славы». Находится по адресу 6538 Hollywood Blvd, Лос-Анджелес

Три звезды на Голливудской «Аллее славы» — за достижения в музыке, в кино и на телевидении — лишь одно из внешних проявлений уважения и любви к творчеству артиста. Глубокое влияние на коллег по искусству кино и музыки, на слушателей и зрителей разных поколений продолжается через его песни и кинофильмы уже много лет после его ухода из жизни. Феномен Фрэнка Синатры имеет мультикультурные основы. Именно поэтому влияние Фрэнка Синатры сначала на американскую, а затем и на мировую культуру и искусство уже при его жизни сравнивали с не менее популярными Элвисом Пресли, Битлз, Майклом Джексоном, которые пришли в шоу бизнес на много лет позже Синатры и уже по проверенным и усовершенствованным технологиям записей, рекламной раскрутки и гастрольных маршрутов по всему миру и заработали даже больший финансовый успех. Но Синатра был первым из мировых звёзд такого масштаба, который оказывает влияние на многие аспекты культуры и искусства, кино и телевидения, моды и прессы, политики и жизни. На эксплуатации имени и популярности Синатры иные журналисты сделали себе имя и деньги, даже никогда не встречаясь с артистом. Настоящие ценители и поклонники таланта Фрэнка Синатры приносят цветы на посвящённые ему три звезды на Голливудской Аллее Славы ежегодно в день рождения артиста.

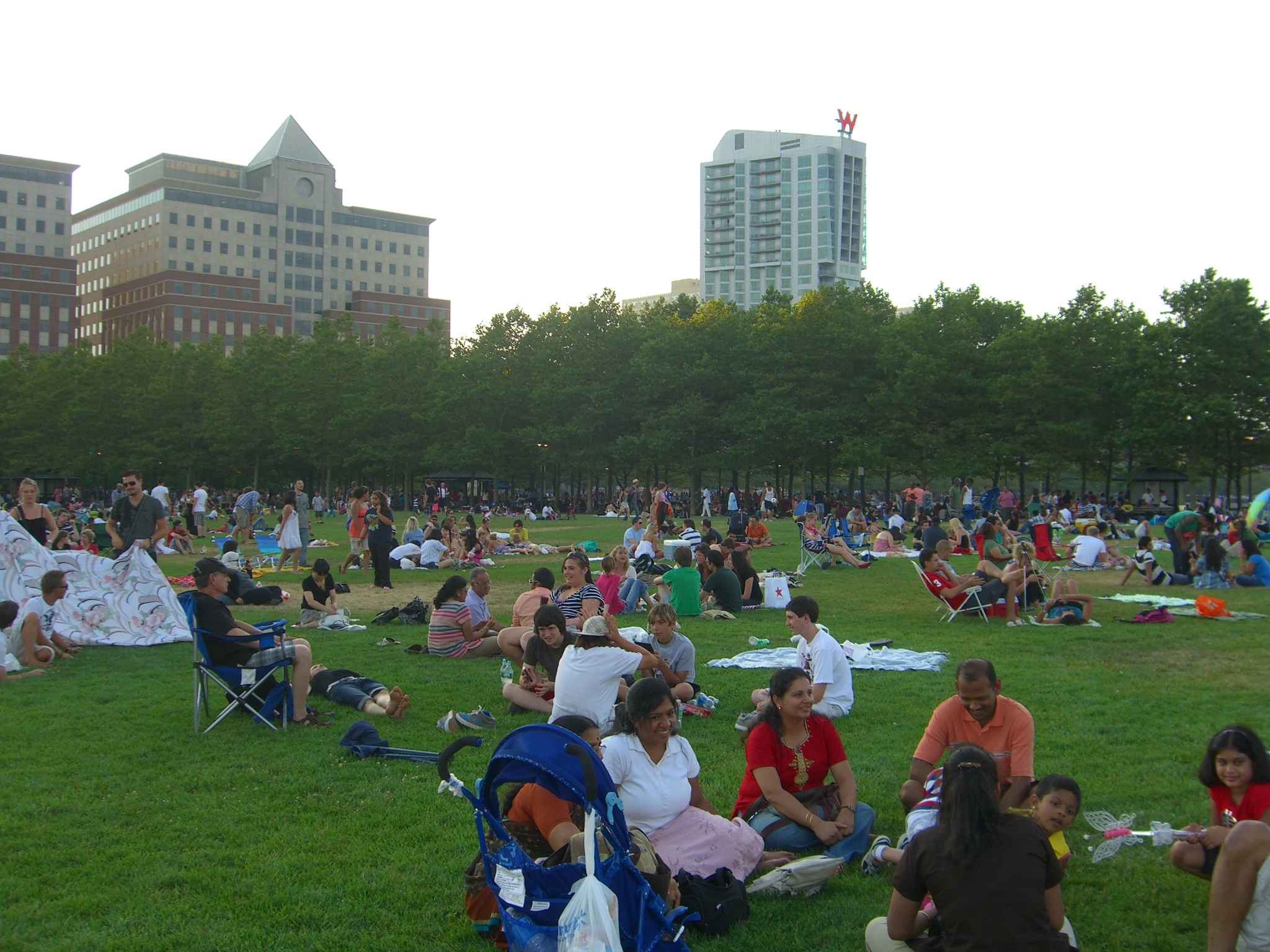
Парк имени Фрэнка Синатры в городе Хобокен штата Нью Джерси в День Независимости, 4 июля 2010 года

Фрэнк Синатра начал карьеру артиста с выступлений на улицах, достиг признания и пел для многомиллионной аудитории телезрителей, и во дворцах королей и президентов, и для близкого круга друзей в домах и студиях. Благодаря сотням книг и тысячам статей в журналах и газетах всего мира, кинофильмам и передачам по радио и телевидению, Синатра стал присутствовать почти в каждом доме и его воздействие на общественное сознание и культуру начавшееся в 1940-х годах не прекращается и в XXI веке. Фирмы звукозаписи реставрируют и переиздают в новых цифровых форматах собрания песен певца, а киностудии обладающие правами на фильмы с участием артиста продолжают издавать тиражи его кинофильмов уже в современных форматах DVD, Blu-ray, и 4К. Синатра при жизни успел совершить такое множество больших и малых достижений в мировой культуре и большой политике, что их влияние не может прекратиться после его ухода, ведь общественное сознание формируется под воздействием многих факторов, среди которых и сам Синатра, как личность, и его творчество как часть мировой цивилизации.

## Личная жизнь

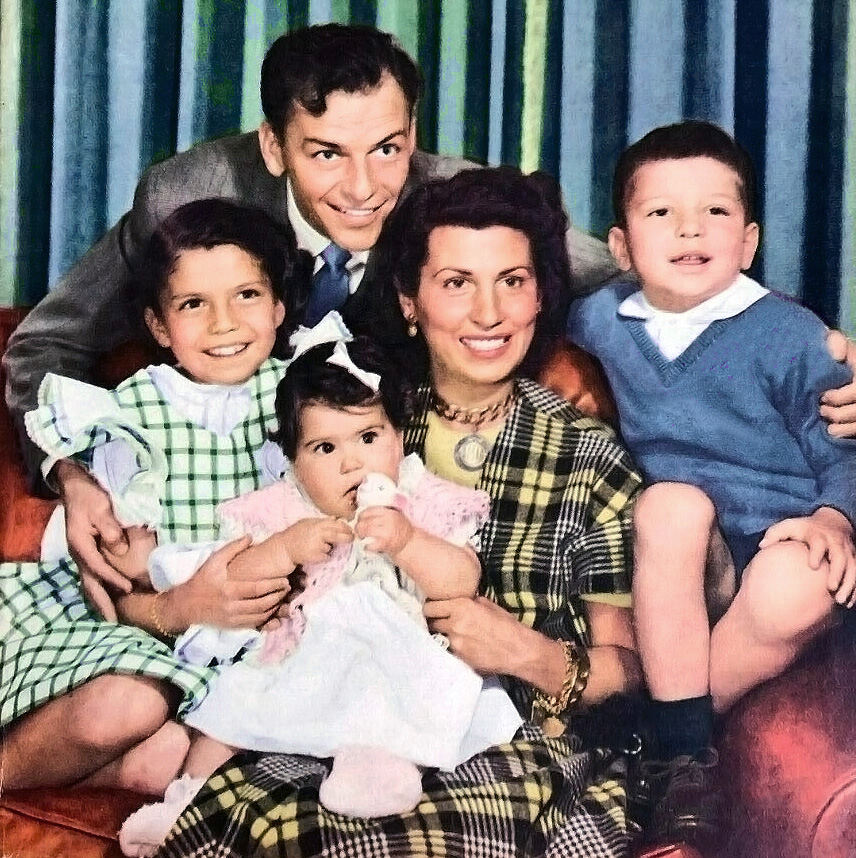
Фрэнк Синатра, его первая жена Нэнси Барбато и их дети Нэнси, Тина и Фрэнк-младший в 1949 году

Синатра неоднократно признавался, что, несмотря на все взлёты и падения в карьере и в личной жизни, он чувствует себя счастливым человеком и заботится о благополучии всех своих родных и близких. Его дочь Нэнси Синатра описывает в своей книге особое чувство уверенности и радости, которое передавалось многим, кому приходилось жить и работать с Фрэнком Синатрой. Он заботился о своих родных и о своих партнёрах в искусстве с искренним отношением, однако слава артиста слишком часто привлекала сторонних лиц к попыткам вторгнуться в его частную жизнь и профессиональные связи.
В 1938 году Синатра был арестован якобы за связь с одинокой порядочной женщиной, которая обвинила артиста в обмане с обещанием жениться на ней (но на следствии выяснилось, что женщина была замужем и обманывала и своего мужа, и Синатру). Синатра был оправдан по всем обвинениям женщины, хотя на время следствия карьера артиста казалась под угрозой. Полное снятие обвинений подтверждается в досье ФБР на Синатру, которое открыто для доступа.
В феврале 1939 года Синатра женился на своей первой любви Нэнси Барбато, которая взяла фамилию мужа. 
В 1940 году у них родилась дочь Нэнси Синатра, позже ставшая известной певицей. 
За ней последовали в 1944 г. Фрэнк Синатра-младший (1944—2016), в 1988—1995 годах руководивший оркестром отца, 
и Тина Синатра, которая работает кинопродюсером в Калифорнии. 
Нэнси Синатра, первая жена артиста, скончалась 13 июля 2018 года на 102 году жизни.

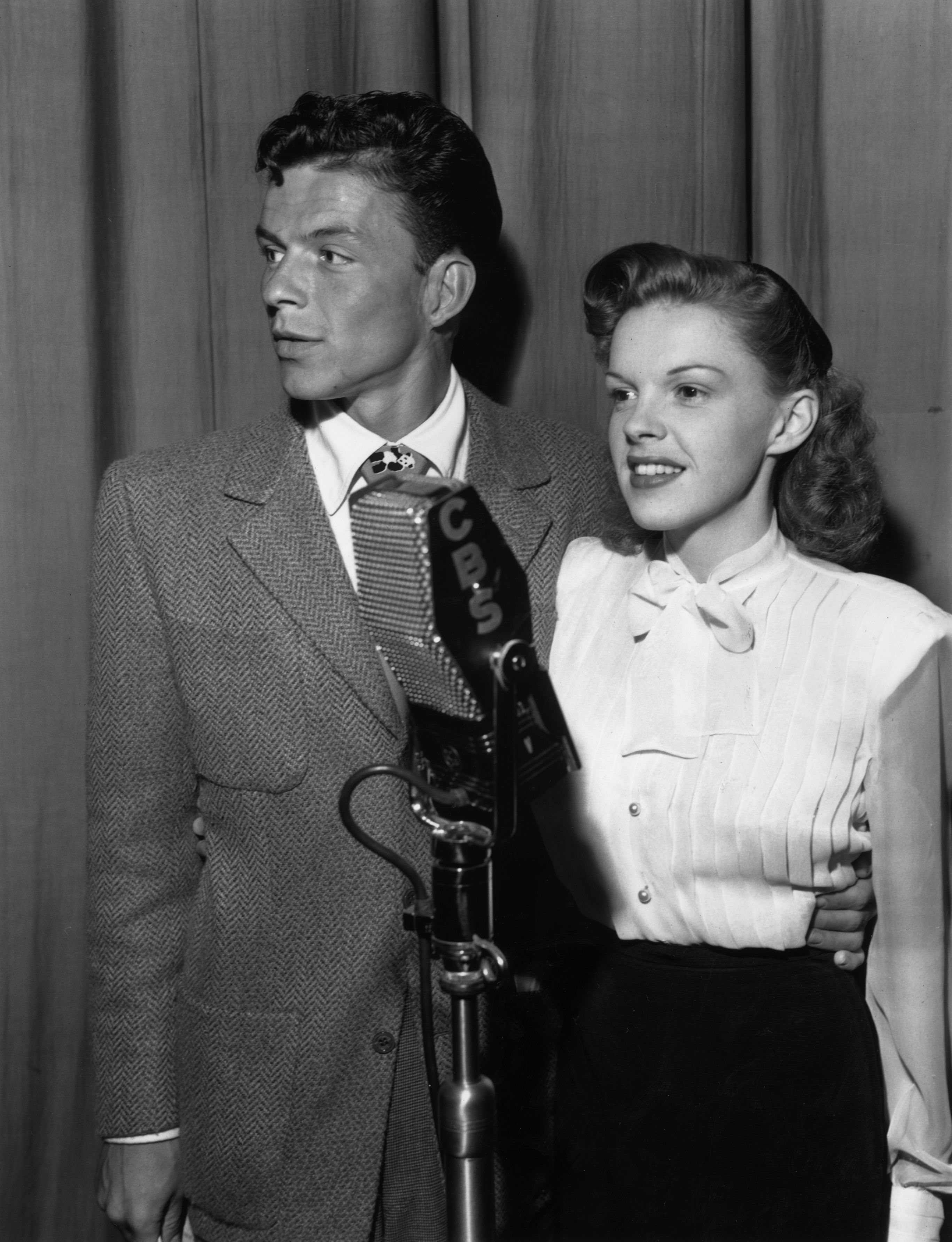
Фрэнк Синатра и Джуди Гарланд ведут радиопрограмму в студии CBS Radio, 1944 год

Фрэнк Синатра и Джуди Гарленд были партнёрами на радиопрограмме «Фрэнк Синатра радио-шоу» в годы Второй мировой войны. Романтические отношения между ними начались в конце 1949 года. В то время Гарланд переживала тяжёлый нервный период ухудшения здоровья и расстройство отношений со своим первым мужем Винсентом Минелли; тогда же и Синатра переживал начинающийся бракоразводный процесс со своей первой женой. Синатра и Гарленд поддерживали романтические отношения и в 1950-х годах, после того как вторая жена Синатры Ава Гарднер подала на развод летом 1954 года. В дальнейшем Синатра и Гарленд оставались близкими друзьями вплоть до смерти Гарленд в 1969 году.

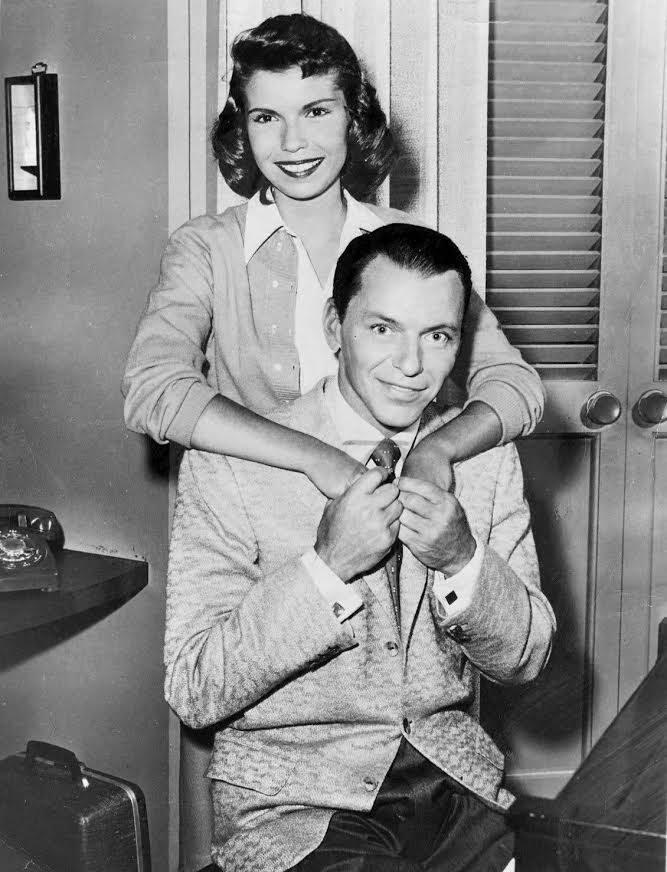
Фрэнк Синатра дома с дочерью Нэнси, 1957 год

Личная жизнь Фрэнка Синатры постоянно подвергалась давлению из-за слежки ФБР, которая была санкционирована по личному указанию Толсона (первого заместителя главы ФБР Эдгара Гувера). Синатра был под наблюдением ФБР с 1930-х годов. За ним, его родственниками и его знакомыми постоянно следили многочисленные агенты ФБР, такие, как работавший под прикрытием агент-журналист Ли Мортимер, обзывавший артиста «итальянским мафиози», и Синатра за это оскорбление побил агента по лицу. Открытое для доступа досье ФБР на Фрэнка Синатру насчитывает более двух тысяч страниц текста и сотни фотографий.
В 1951 году Синатра женился на Аве Гарднер, с помощью которой Синатра успешно возобновил кинокарьеру в Голливуде. Гарднер сделала аборт в 1952 году, категорически не желая отвлекаться от карьеры в кино. Отношения также омрачались сложным характером Гарднер, а также продолжавшейся слежкой за ней агентами миллионера Говарда Хьюза. 
Ава Гарднер подала на развод с Синатрой летом 1954 года и впоследствии уехала в Испанию. Бракоразводный процесс завершился только в 1957 году. Спустя годы, когда он узнал о тяжелейшей смертельной болезни и бедственном положении Авы Гарднер, которая умирала в больнице Лондона, Синатра пришёл на помощь и полностью оплатил все долги и больничные счета бывшей жены.
По заявлению Эвы Барток — в 1956 году у неё был короткий роман с Синатрой, и он является биологическим отцом её дочери Дианы.
В 1957 году, после развода с Гарднер, Синатра утешил горе актрисы Лорен Бэколл (жены близкого друга Синатры, Хамфри Богарта, умершего от рака легких). В тот год, после смерти Богарта овдовевшая Лорен Бэколл впала в депрессию, и чуткий Синатра пригласил вдову друга сменить обстановку и переехать в один из его домов в Калифорнии. Лорен приняла приглашение, и Синатра окружил страдающую вдову друга вниманием и заботой.
После завершения бракоразводного процесса, в 1957 году Фрэнк Синатра сделал предложение и был помолвлен с Лорен Бэколл, но позже они расстались по взаимному согласию, сохранив дружбу и уважение друг к другу.
В 1966 году Синатра женился на актрисе Мии Фэрроу. Ему было 50 лет, а ей — 21. Они расстались в 1968 году.
В 1976 году Синатра женился в четвёртый раз — на бывшей манекенщице и танцовщице Барбаре Маркс, с которой прожил до конца своей жизни. До вступления в брак с Синатрой Барбара приняла религию мужа — католицизм, хотя Синатра об этом не просил, но был этому рад. Друзья (и особенно семья) восприняли новую жену в штыки. Барбара потребовала от Фрэнка расторгнуть церковный брак с первой женой Нэнси, и согласно католическим правилам его дети стали незаконнорождёнными. Она рассорила Фрэнка с друзьями и семьёй. Когда Синатра умирал, Барбара не сообщила об этом его детям, чтобы они не могли прийти к нему и проститься. 
Четвёртая жена получила по завещанию три дома Синатры — в Беверли-Хиллс, в Малибу и в Палм-Спрингс, а также несколько миллионов долларов, права на его творческий имидж для дальнейших публикаций и права на один из поздних альбомов певца (Trilogy).
По завещанию Синатры, его 200-миллионное состояние, оставшееся после его смерти, а также права на часть его творческого наследия в музыке и кино в основном перешли к первой жене и детям артиста.
Четвёртая жена Синатры умерла в возрасте 90 лет в 2017 году, когда первой жене было 100 лет и она ещё была жива.

## Память
- 13 мая 2008 года в Нью-Йорке, Лас-Вегасе и Нью-Джерси поступила в продажу новая почтовая марка США с портретом Синатры. Выпуск марки приурочен к 10-летию со дня смерти великого певца. На торжественной церемонии по случаю выпуска на Манхэттене присутствовали дети Фрэнка Синатры, его друзья, родственники и почитатели его творчества[37].
- 12 декабря 2021 года в день рождения Фрэнка Синатры на родине артиста, в городе Хобокен штата Нью Джерси, в городском парке имени Фрэнка Синатры на набережной реки Гудзон установлен памятник Фрэнку Синатре работы скульптора Каролин Палмер, созданный и отлитый из бронзы на средства почитателей таланта артиста[38][39][40].

## Наиболее известные песни

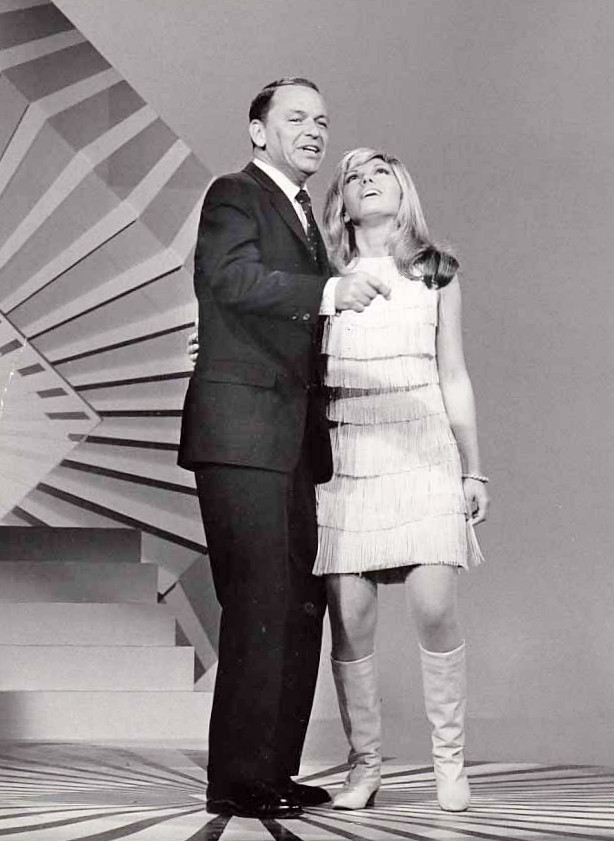
Фрэнк Синатра с дочерью Нэнси исполняют песню Somethin’ Stupid, 1966 год

| - «My Way» - «Blue Moon» - «Jingle Bells» - «Let It Snow» - «Strangers in the Night» - «New York, New York» - «It Was a Very Good Year» - «Moon River» - «The World We Knew (Over and Over)» - «Fly Me to the Moon» - «My Funny Valentine» - «In the Wee Small Hours of the Morning» - «I’ll Never Smile Again» - «As Time Goes By» | - «Somethin’ Stupid» (дуэт с Нэнси Синатрой) - «I Won't Dance» - «I’ve Got You Under My Skin» - «America the Beautiful» - «You Make Me Feel So Young» - «Moonlight in Vermont» - «My Kind of Town» - «Love and Marriage» - «That’s Life» - «I Get a Kick out of You» - «Summer Wind» - «Nice ’n’ Easy» - «Let’s Fall in Love» - «One for My Baby» |

## Дискография
Альбомы, концертные записи и сборники

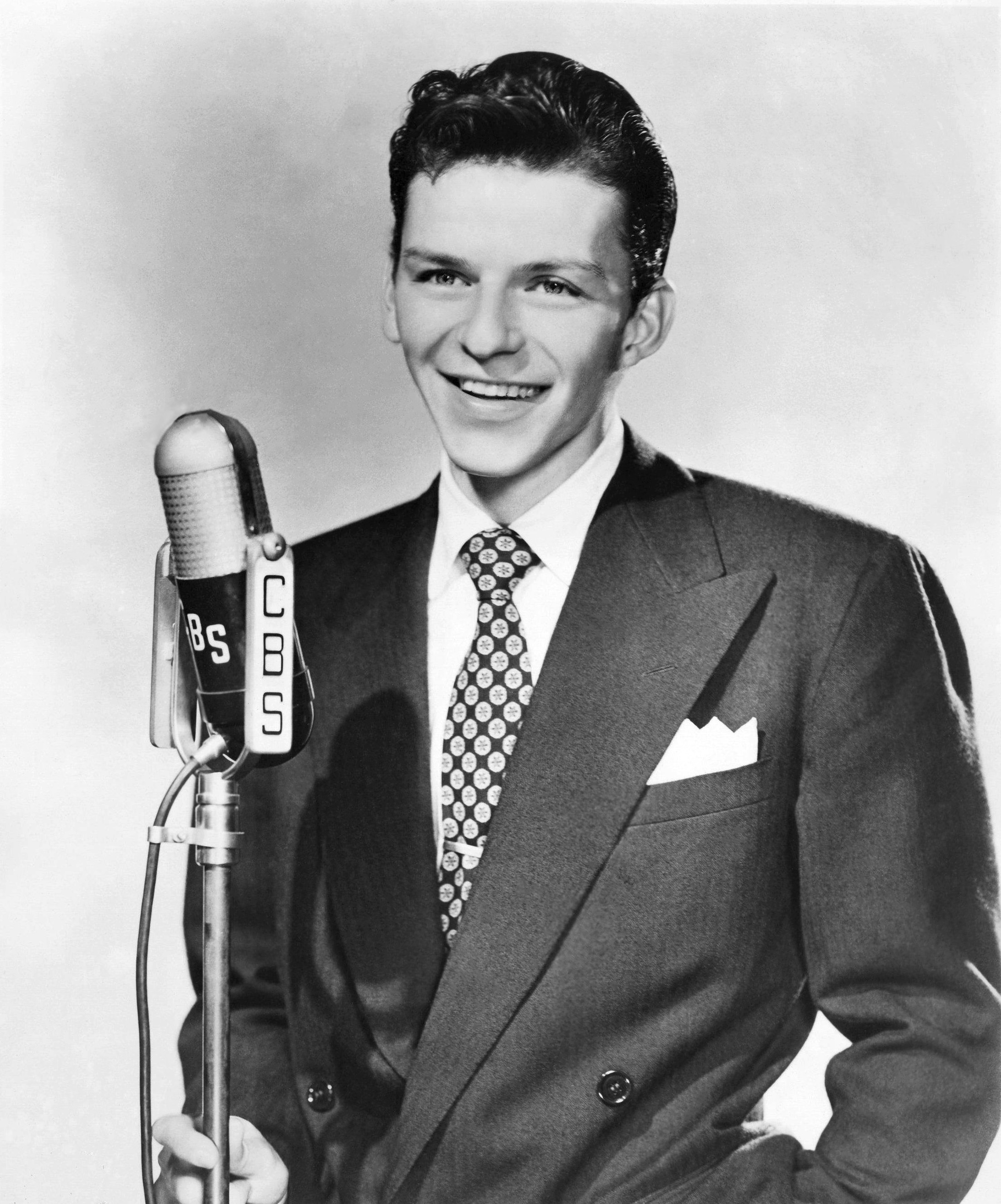
Фрэнк Синатра в студии звукозаписи CBS Radio, 1942 год

| - 1946 — The Voice Of Frank Sinatra - 1948 — Christmas Songs By Sinatra - 1949 — Frankly Sentimental - 1950 — Songs By Sinatra - 1951 — Swing And Dance With Frank Sinatra - 1954 — Songs For Young Lovers - 1954 — Swing Easy! - 1955 — In The Wee Small Hours - 1956 — Songs for Swingin' Lovers! - 1956 — This Is Sinatra! - 1957 — Close To You - 1957 — A Swingin' Affair! - 1957 — Where Are You - 1957 — A Jolly Christmas From Frank Sinatra - 1958 — Come Fly With Me - 1958 — This Is Sinatra Volume 2 - 1958 — Sings For Only The Lonely (Only The Lonely) - 1959 — Come Dance With Me! - 1959 — Look To Your Heart - 1959 — No One Cares - 1960 — Nice 'N' Easy - 1961 — All The Way - 1961 — Sinatra’s Swingin' Session!!! - 1961 — Ring-A-Ding-Ding! - 1961 — Come Swing With Me! - 1961 — Sinatra Swings (Swing Along With Me) - 1961 — I Remember Tommy - 1962 — Sinatra And Strings - 1962 — Point Of No Return - 1962 — Sinatra And Swingin' Brass - 1962 — Sinatra Sings Of Love And Things - 1962 — All Alone - 1962 — Sinatra Sings Great Songs From Great Britain - 1962 — Sinatra-Basie An Historic Musical First (feat. Count Basie) - 1963 — The Concert Sinatra - 1963 — Sinatra’s Sinatra - 1964 — Sinatra Sings Days Of Wine And Roses Moon River And Other Academy Award Winners - 1964 — America I Hear You Singing (feat. Bing Crosby & Fred Waring) - 1964 — It Might As Well Be Swing (feat. Count Basie) - 1964 — 12 Songs of Christmas (feat. Bing Crosby & Fred Waring) - 1964 — Softly, As I Leave You | - 1965 — Sinatra '65: The Singer Today - 1965 — September Of My Years - 1965 — My Kind Of Broadway - 1965 — A Man And His Music - 1966 — Moonlight Sinatra - 1966 — Strangers In The Night - 1966 — Sinatra At The Sands (feat. Count Basie) - 1966 — That’s Life - 1967 — Francis Albert Sinatra & Antonio Carlos Jobim (feat. Antonio Carlos Jobim) - 1967 — The World We Knew - 1968 — Francis A & Edward K (feat. Duke Ellington) - 1968 — Frank Sinatra’s Greatest Hits - 1968 — The Sinatra Family Wish You A Merry Christmas (feat. Nancy Sinatra, Frank Sinatra Jr. and Tina Sinatra) - 1968 — Cycles - 1969 — My Way - 1969 — A Man Alone - 1970 — Watertown - 1971 — Sinatra & Company (feat. Antonio Carlos Jobim) - 1972 — Frank Sinatra’s Greatest Hits, Vol. 2 - 1973 — Ol' Blue Eyes Is Back - 1974 — Some Nice Things I’ve Missed - 1974 — The Main Event Live - 1980 — Trilogy Past Present Future - 1981 — She Shot Me Down - 1984 — L.A. Is My Lady - 1993 — Duets - 1994 — Duets II - 1994 — Sinatra & Sextet Live In Paris - 1994 — The Song Is You - 1995 — Sinatra 80th Live In Concert - 1997 — With The Red Norvo Quintet Live In Australia 1959 - 1999 — '57 In Concert - 2002 — Classic Duets - 2003 — Duets With The Dames - 2003 — The Real Complete Columbia Years V-Discs - 2005 — Live From Las Vegas - 2006 — Sinatra Vegas - 2008 — Nothing But the Best - 2011 — Sinatra: Best of the Best |

## Фильмография

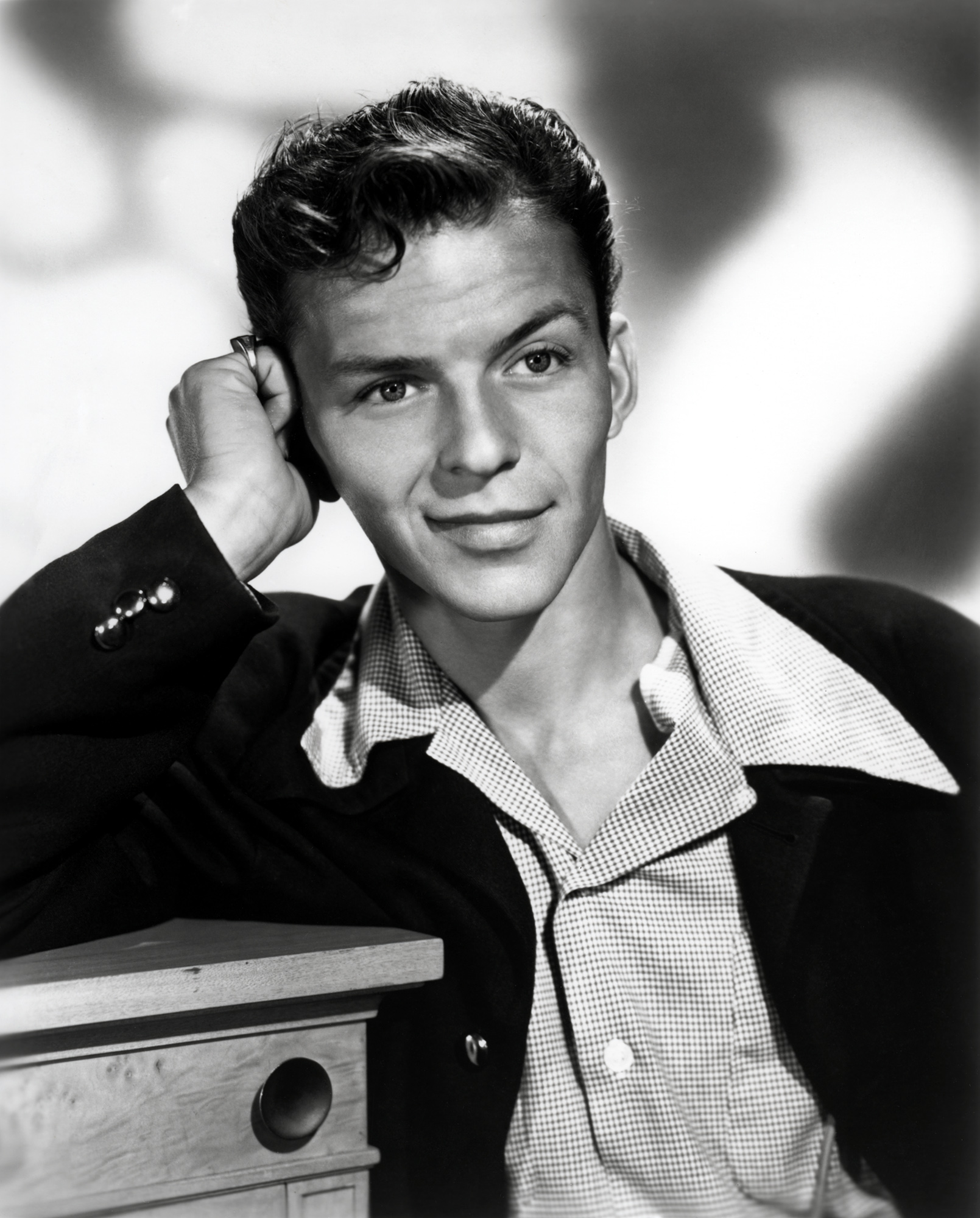
Фрэнк Синатра на киностудии MGM, 1940-е годы

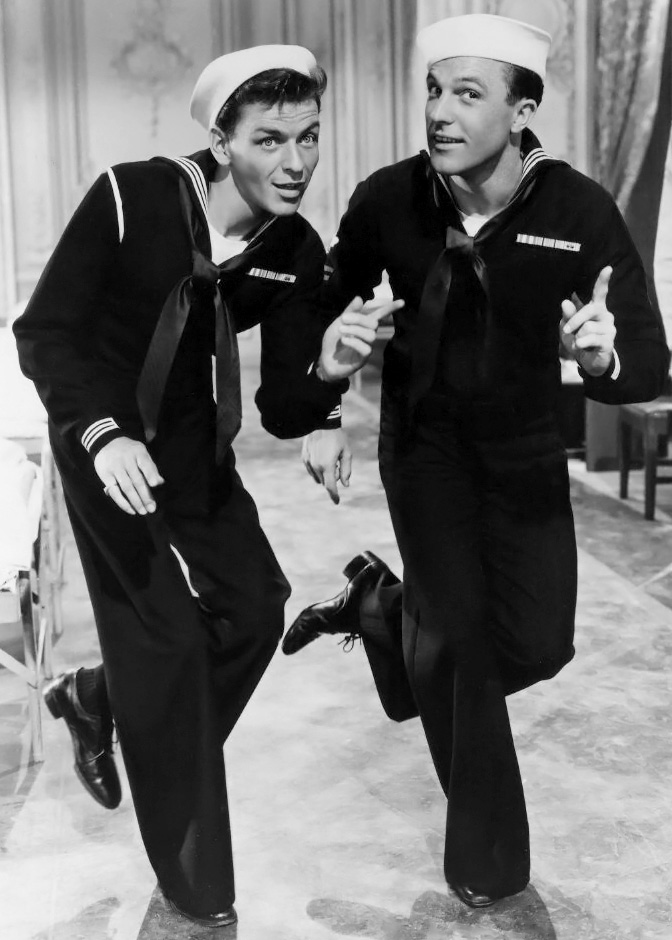
Фрэнк Синатра и Джин Келли в фильме Anchors Aweigh, 1945 год

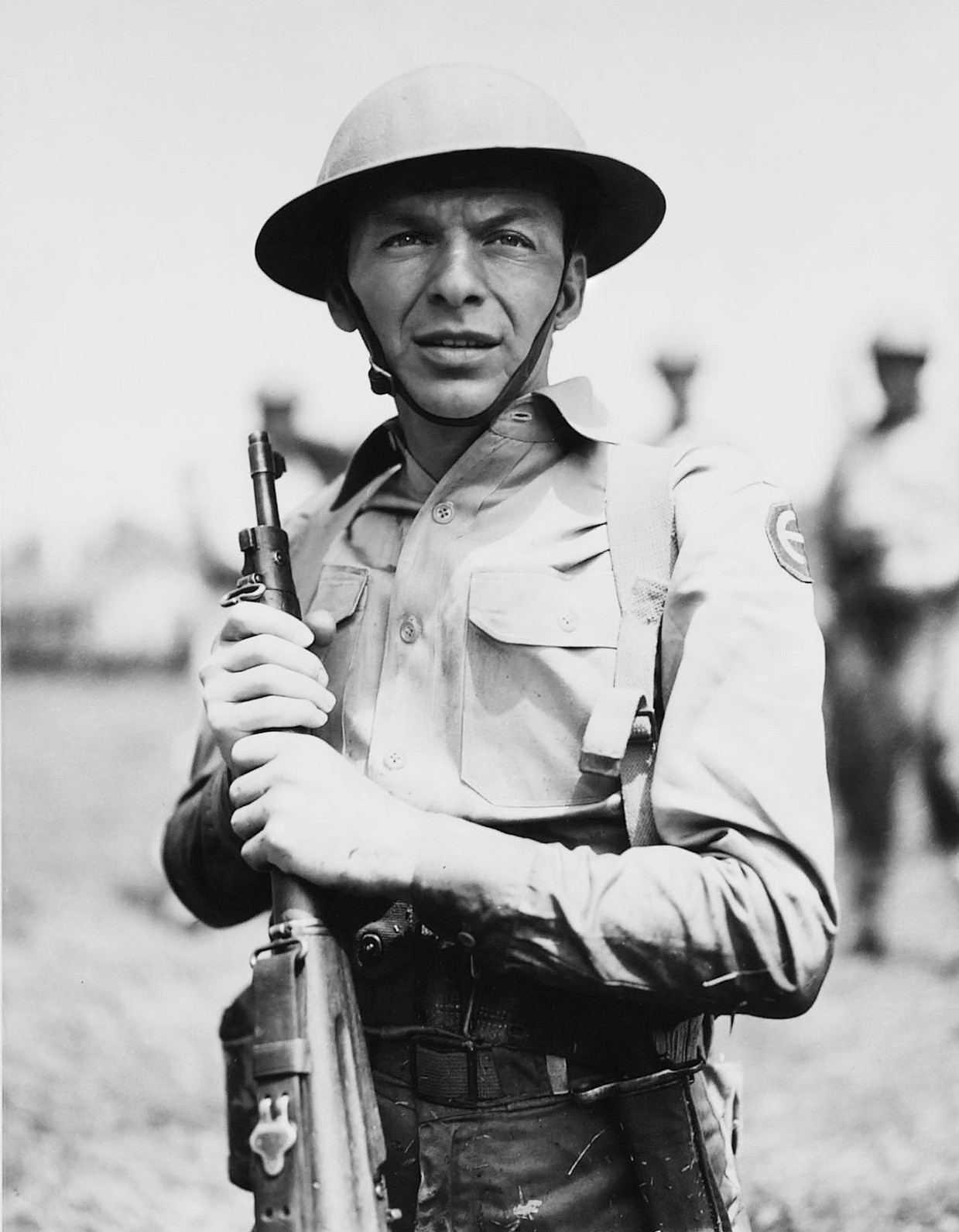
Фрэнк Синатра в фильме From Here to Eternity, 1953 год

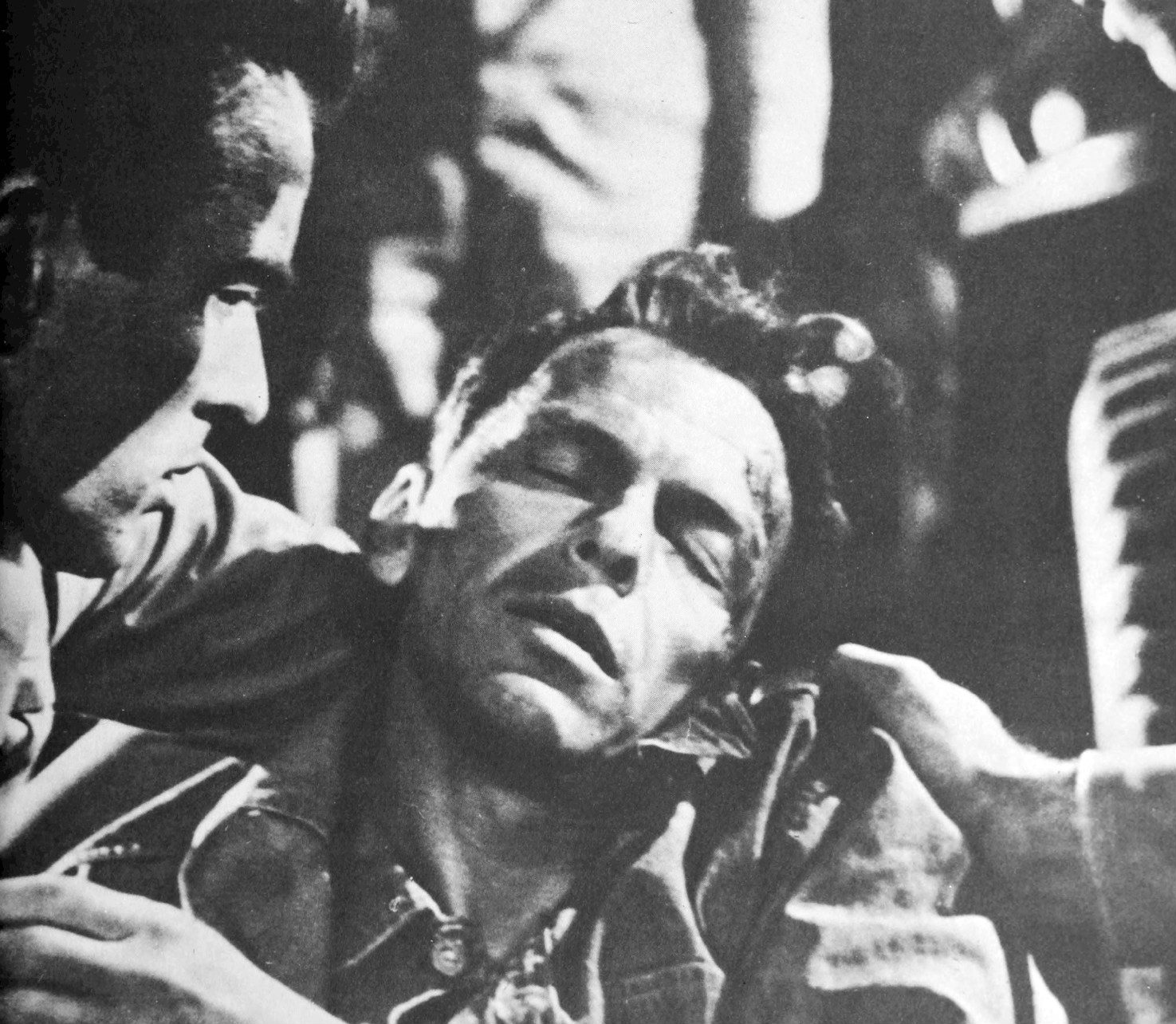
Фрэнк Синатра и Монтгомери Клифт в фильме From Here to Eternity, 1953 год

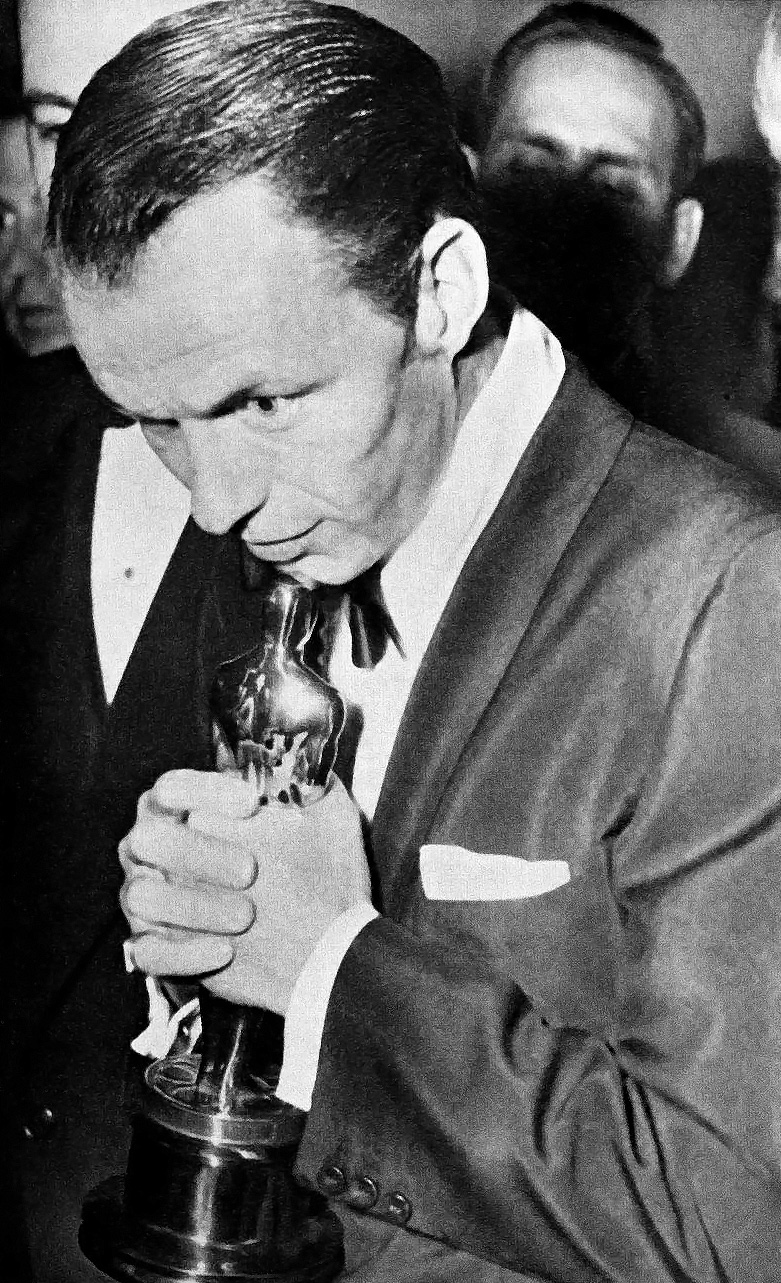
Фрэнк Синатра с наградой «Оскар» за фильм From Here to Eternity, март 1954 года

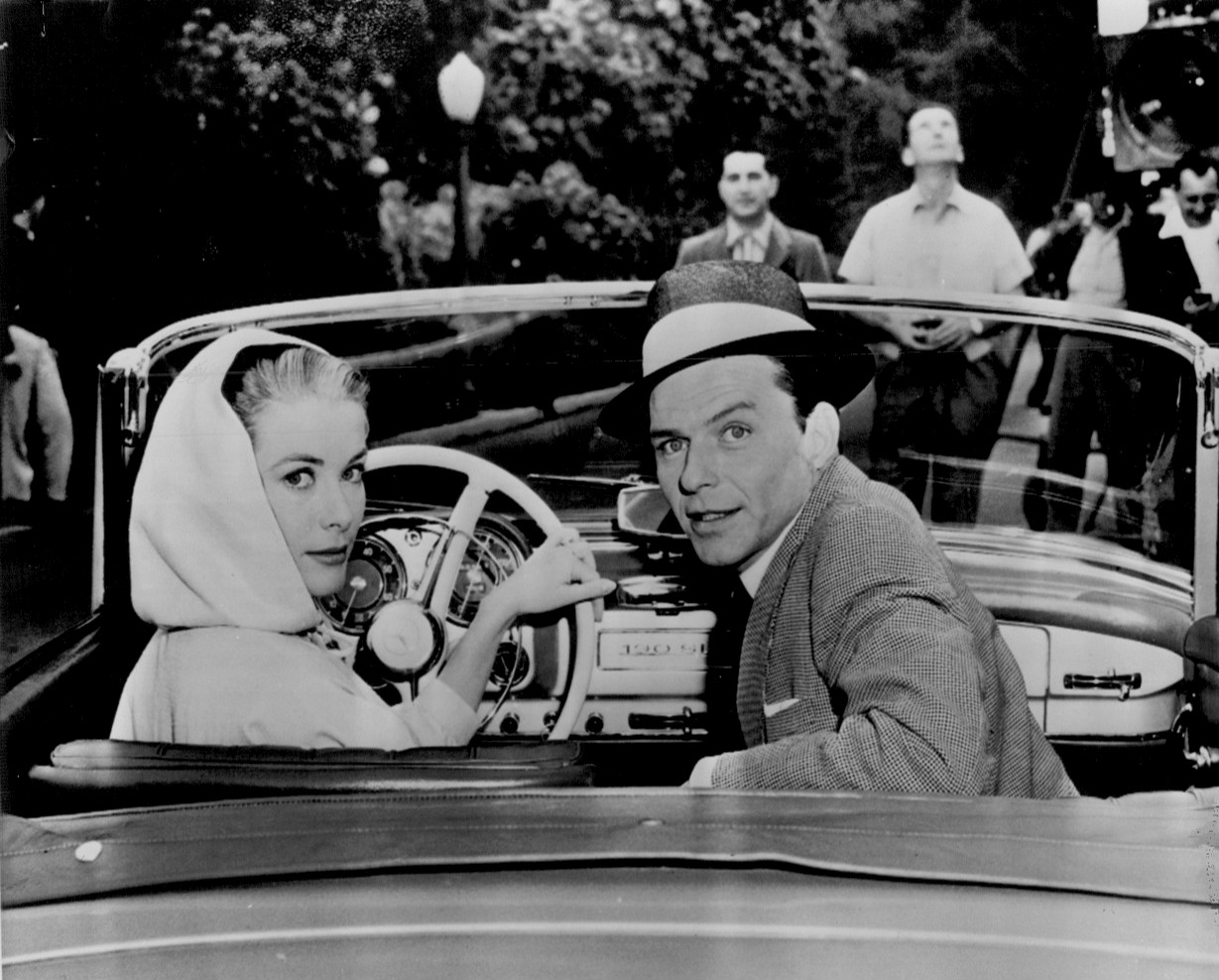
Фрэнк Синатра и Грейс Келли в фильме High Society, 1956 год

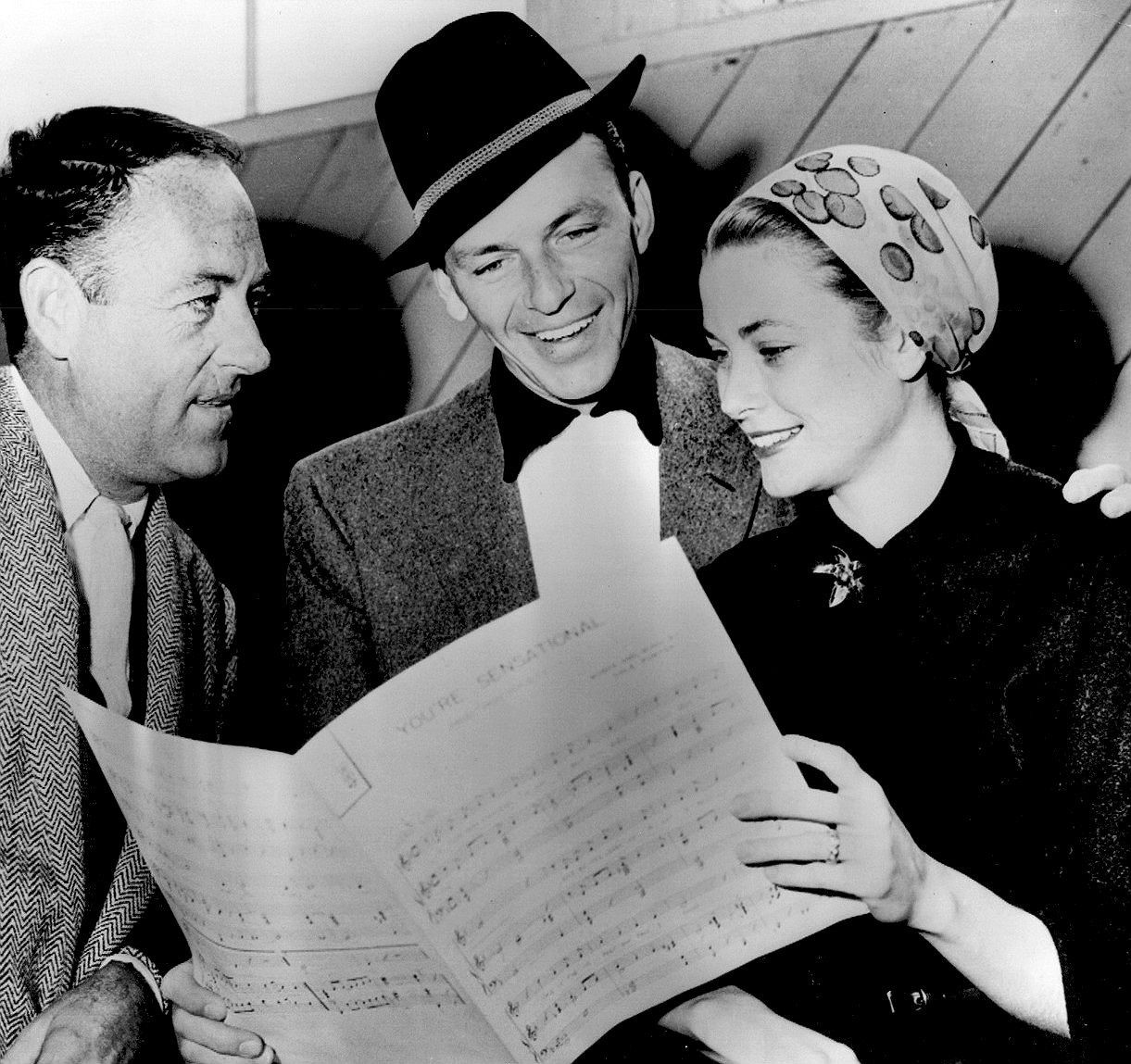
Чарлз Уолтерс, Фрэнк Синатра и Грейс Келли за работой в фильме High Society, 1956 год

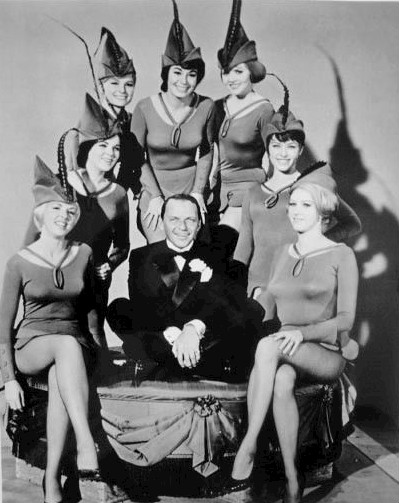
Фрэнк Синатра и персонажи кинокомедии Robin and the 7 Hoods, 1964 год

| Год       |     | Русское название               | Оригинальное название        | Роль                                  |
| --------- | --- | ------------------------------ | ---------------------------- | ------------------------------------- |
| 1941      | ф   | Ночи Лас-Вегаса                | Las Vegas Nights             | в роли самого себя                    |
| 1942      | ф   | На судне                       | Ship Ahoy                    | в роли самого себя                    |
| 1943      | ф   | Побудка с Беверли              | Reveille with Beverly        | в роли самого себя                    |
| 1943      | ф   | Выше и выше                    | Higher and Higher            | Фрэнк                                 |
| 1944      | кор | —                              | The Shining Future           | в роли самого себя                    |
| 1944      | кор | —                              | The Road to Victory          | в роли самого себя                    |
| 1944      | ф   | Шагай веселее                  | Step Lively                  | Гленн Расселл                         |
| 1945      | ф   | Поднять якоря                  | Anchors Aweigh               | Кларенс Дулиттл                       |
| 1946      | ф   | Когда рассеиваются тучи        | Till the Clouds Roll By      | в роли самого себя                    |
| 1947      | ф   | Это произошло в Бруклине       | It Happened in Brooklyn      | Дэнни Уэбсон Миллер                   |
| 1948      | ф   | Чудо колокола                  | The Miracle of the Bells     | отец Пол                              |
| 1948      | ф   | Целующийся бандит              | The Kissing Bandit           | Рикардо                               |
| 1949      | ф   | Возьми меня с собой на бейсбол | Take Me Out to the Ball Game | Деннис Райан                          |
| 1949      | ф   | Увольнение в город             | On the Town                  | Чип                                   |
| 1951      | ф   | Двойной динамит                | Double Dynamite              | Джонни Далтон                         |
| 1952      | ф   | Знакомьтесь — Дэнни Уилсон     | Meet Danny Wilson            | Дэнни Уилсон                          |
| 1953      | ф   | Отныне и во веки веков         | From Here to Eternity        | рядовой Анджело Маджио                |
| 1954      | с   | Час комедии от Колгейт         | The Colgate Comedy Hour      | Гарри Дейн                            |
| 1954      | ф   | Три монеты в фонтане           | Three Coins in the Fountain  | певец                                 |
| 1954      | ф   | Неожиданный                    | Suddenly                     | Джон Бейрон                           |
| 1954      | ф   | Это молодое сердце             | Young at Heart               | Барни Слоан                           |
| 1955      | ф   | Не как чужой                   | Not as a Stranger            | Альфред Бун                           |
| 1955      | с   | Продюсерская витрина           | Producers’ Showcase          | помощник режиссёра                    |
| 1955      | ф   | Парни и куколки                | Guys and Dolls               | Нейтан Детройт                        |
| 1955      | ф   | Нежный капкан                  | The Tender Trap              | Чарли Ридер                           |
| 1955      | ф   | Человек с золотой рукой        | The Man With the Golden Arm  | Фрэнки Макине                         |
| 1956      | ф   | Встречай меня в Лас-Вегасе     | Meet Me in Las Vegas         | человек за игровым автоматом          |
| 1956      | ф   | Высшее общество                | High Society                 | Майк Коннор                           |
| 1956      | ф   | Джонни Кончо                   | Johnny Concho                | Джонни Кончо / Джонни Коллинз         |
| 1956      | ф   | Вокруг света за 80 дней        | Around The World In 80 Days  | тапёр в салуне                        |
| 1957      | ф   | Гордость и страсть             | The Pride and the Passion    | Мигель                                |
| 1957      | ф   | Джокер                         | The Joker Is Wild            | Джо Льюис                             |
| 1957      | ф   | Приятель Джои                  | Pal Joey                     | Джои Эванс                            |
| 1958      | ф   | Короли отправляются в путь     | Kings Go Forth               | старший лейтенант Сэм Логгинс         |
| 1958      | с   | Тонкий человек                 | The Thin Man                 | сосед                                 |
| 1958      | ф   | И подбежали они                | Some Came Running            | Дейв Херш                             |
| 1959      | ф   | Дыра в голове                  | A Hole in the Head           | Тони Манетта                          |
| 1959      | ф   | Никогда не было так мало       | Never So Few                 | капитан Том Рейнольдс                 |
| 1960      | ф   | Канкан                         | Can-can                      | Франсуа Дьюрне                        |
| 1960      | ф   | Одиннадцать друзей Оушена      | Ocean’s Eleven               | Дэнни Оушен                           |
| 1960      | ф   | Мексиканец в Голливуде         | Pepe                         | в роли самого себя                    |
| 1961      | ф   | Дьявол в 4 часа                | The Devil at 4 O’Clock       | Гарри                                 |
| 1962      | ф   | Три сержанта                   | Sergeants 3                  | первый сержант Марк Мерри             |
| 1962      | ф   | Дорога в Гонконг               | The Road to Hong Kong        | обитатель Плутона                     |
| 1962      | ф   | Маньчжурский кандидат          | The Manchurian Candidate     | майор Беннетт Марко                   |
| 1963      | ф   | Список Эдриана Мессенджера     | The List of Adrian Messenger | цыган                                 |
| 1963      | ф   | Приди и протруби в свой рог    | Come Blow Your Horn          | Алан Бейкер                           |
| 1963      | ф   | Четверо из Техаса              | 4 for Texas                  | Зак Томас                             |
| 1964      | ф   | Париж, когда там жара          | Paris When It Sizzles        | певец                                 |
| 1964      | ф   | Робин и 7 гангстеров           | Robin and the 7 Hoods        | Роббо                                 |
| 1965      | ф   | Только отважные                | None But the Brave           | старший помощник фармацевта           |
| 1965      | ф   | Поезд фон Райана               | Von Ryan’s Express           | полковник Джозеф Райан                |
| 1965      | ф   | Свадьба на скалах              | Marriage on the Rocks        | Дэн Эдвардс                           |
| 1966      | ф   | Оскар                          | The Oscar                    | в роли самого себя                    |
| 1966      | ф   | Откинь гигантскую тень         | Cast a Giant Shadow          | Винс Толмадж                          |
| 1966      | ф   | Нападение на «Королеву»        | Assault on a Queen           | Марк Бриттен                          |
| 1967      | ф   | Обнажённый беглец              | The Naked Runner             | Сэм Лейкер                            |
| 1967      | ф   | Тони Роум                      | Tony Rome                    | Тони Роум                             |
| 1968      | ф   | Детектив                       | The Detective                | Джо Лиланд                            |
| 1968      | ф   | Девушка в цементе              | Lady in Cement               | Тони Роум                             |
| 1969      | с   | —                              | Romeo und Julia ’70          | в роли самого себя                    |
| 1970      | ф   | Грязный Дингус Маги            | Dirty Dingus Magee           | Дингус Билли Маги                     |
| 1977      | тф  | Контракт на Черри-стрит        | Contract on Cherry Street    | заместитель инспектора Фрэнк Хованнес |
| 1977—1978 | с   | Хохмы                          | Laugh-In                     | гость                                 |
| 1980      | ф   | Первый смертный грех           | The First Deadly Sin         | Эдвард Делани                         |
| 1984      | ф   | Гонки «Пушечное ядро» 2        | Cannonball Run 2             | в роли самого себя                    |
| 1987      | с   | Частный детектив Магнум        | Magnum, P.I.                 | отставной полицейский Майкл Доэни     |
| 1989      | с   | Кто здесь босс?                | Who’s the Boss?              | в роли самого себя                    |